# Отепя

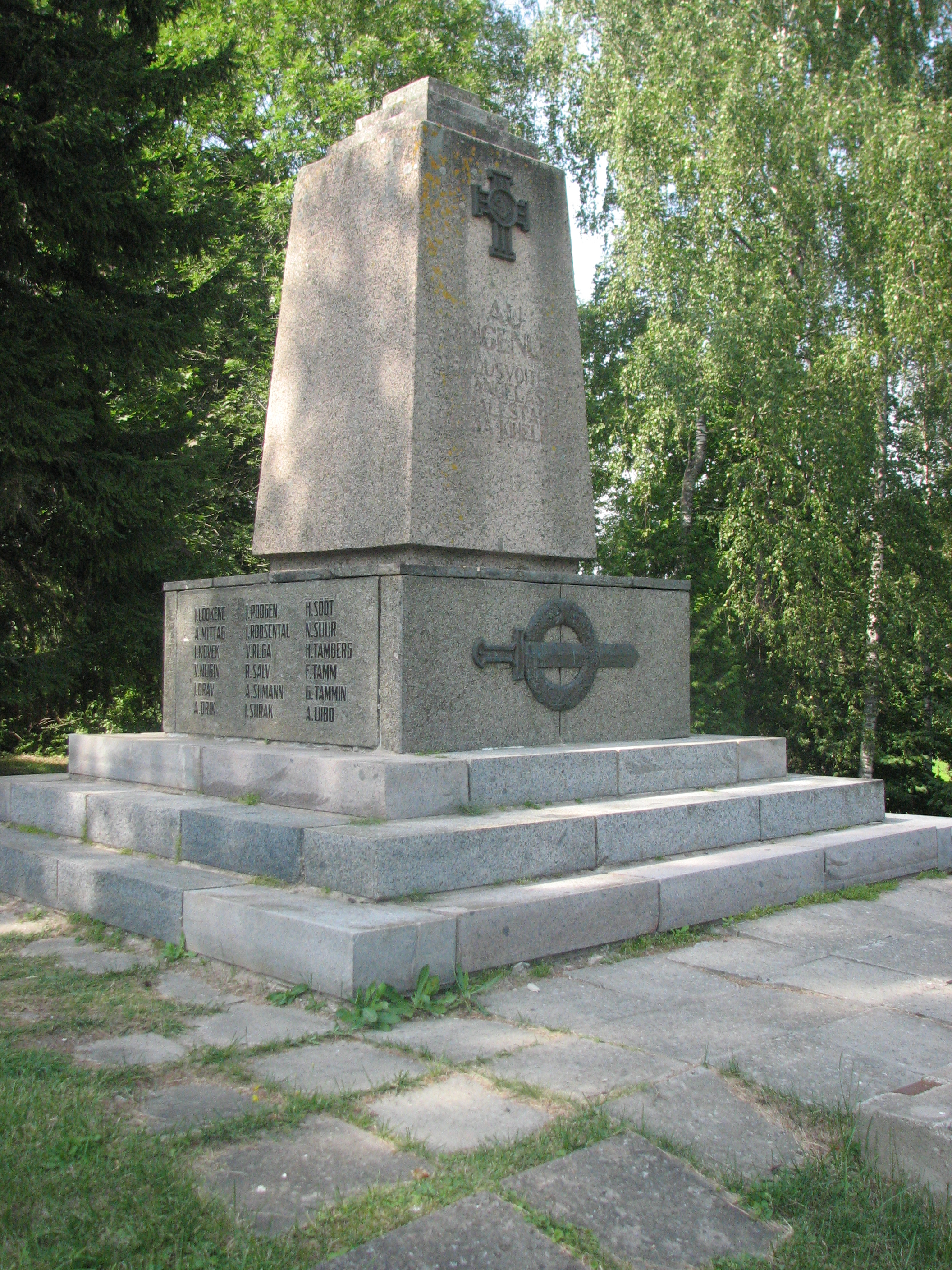
Монумент Эстонской освободительной войне

О́тепя, также О́тепяэ (эст. Otepää, до 1917 г. — О́денпе, нем. Odenpäh, до 4 октября 1922 г. — посёлок Ну́устаку (эст. Nuustaku)) — внутриволостной город в Эстонии, в уезде Валгамаа, административный центр волости Отепя. Статус города получил в 1936 году. Известен как международный центр зимнего спорта и туризма, где иногда проходят отборочные туры чемпионатов Европы и этапы кубка мира. С 1996 года Отепя носит неофициальный титул «зимней столицы  Эстонии» (эст. Eesti talvepealinn) (в отличие от Пярну — «летней столицы» страны).

## География и описание
Город расположен на возвышенности Отепя и на территории одноимённого природного парка. Является городом Эстонии с самым высоким месторасположением: высота над уровнем моря в центре города — 132 метра, самая высокая точка — около 150 метров.
Отепя окружает несколько озёр, в том числе Пюхаярв на юго-востоке и Пилкузе на востоке. Отепя делится на две части: старая, ставшая уже в начале XX века посёлком, и расположенная вблизи озера Пюхаярв южная часть — дачный городок Отепя.
Климат умеренный. Официальный язык — эстонский. Почтовые индексы: 67401, 67403, 67404, 67405, 67407, 67412.

## Население
По данным переписи населения 2021 года, в городе Отепя:
- численность населения составила 2134 человека, из них 2073 (97,4 %) — эстонцы[12];
- число мужчин — 1005, женщин —  1129[13];
- доля лиц в возрасте до 14 лет включительно — 14 %, доля лиц пенсионного возраста (65 лет и старше) — 27,2 %[13].
- число жителей с эстонским гражданством — 2096 (98,2 %), с российским гражданством — 7, без гражданства — 5[13].

По данным переписи населения 2011 года, в городе насчитывалось 1953 жителя, из них 1910 (97,8 %) — эстонцы.
| Численность населения города Отепя, чел. | Численность населения города Отепя, чел. | Численность населения города Отепя, чел. | Численность населения города Отепя, чел. | Численность населения города Отепя, чел. | Численность населения города Отепя, чел. | Численность населения города Отепя, чел. | Численность населения города Отепя, чел. | Численность населения города Отепя, чел. | Численность населения города Отепя, чел. | Численность населения города Отепя, чел. | Численность населения города Отепя, чел. | Численность населения города Отепя, чел. |
| 1922*                                    | 1934*                                    | 1941                                     | 1959*                                    | 1970*                                    | 1979*                                    | 1989*                                    | 2000*                                    | 2003                                     | 2006                                     | 2009                                     | 2011*                                    | 2021*                                    |
| ---------------------------------------- | ---------------------------------------- | ---------------------------------------- | ---------------------------------------- | ---------------------------------------- | ---------------------------------------- | ---------------------------------------- | ---------------------------------------- | ---------------------------------------- | ---------------------------------------- | ---------------------------------------- | ---------------------------------------- | ---------------------------------------- |
| 1777                                     | ↗2015                                    | ↗2445                                    | ↘2158                                    | ↗2424                                    | ↘2289                                    | ↗2424                                    | ↗2559                                    | ↘2178                                    | ↘2123                                    | ↗2189                                    | ↗2231                                    | ↘2134                                    |

* По данным переписей населения
| Численность населения города Отепя на 1 января года по данным Департамента статистики Эстонии, чел. | Численность населения города Отепя на 1 января года по данным Департамента статистики Эстонии, чел. | Численность населения города Отепя на 1 января года по данным Департамента статистики Эстонии, чел. | Численность населения города Отепя на 1 января года по данным Департамента статистики Эстонии, чел. | Численность населения города Отепя на 1 января года по данным Департамента статистики Эстонии, чел. | Численность населения города Отепя на 1 января года по данным Департамента статистики Эстонии, чел. | Численность населения города Отепя на 1 января года по данным Департамента статистики Эстонии, чел. | Численность населения города Отепя на 1 января года по данным Департамента статистики Эстонии, чел. | Численность населения города Отепя на 1 января года по данным Департамента статистики Эстонии, чел. | Численность населения города Отепя на 1 января года по данным Департамента статистики Эстонии, чел. |
| 2015                                                                                                | 2016                                                                                                | 2017                                                                                                | 2018                                                                                                | 2019                                                                                                | 2020                                                                                                | 2021                                                                                                | 2022                                                                                                | 2023                                                                                                | 2024                                                                                                |
| --------------------------------------------------------------------------------------------------- | --------------------------------------------------------------------------------------------------- | --------------------------------------------------------------------------------------------------- | --------------------------------------------------------------------------------------------------- | --------------------------------------------------------------------------------------------------- | --------------------------------------------------------------------------------------------------- | --------------------------------------------------------------------------------------------------- | --------------------------------------------------------------------------------------------------- | --------------------------------------------------------------------------------------------------- | --------------------------------------------------------------------------------------------------- |
| 2275                                                                                                | ↘2204                                                                                               | ↘2200                                                                                               | ↘2167                                                                                               | ↘2124                                                                                               | ↘2105                                                                                               | ↘2074                                                                                               | ↗2134                                                                                               | ↗2147                                                                                               | ↗2155                                                                                               |

В 1989 году работали 54 % жителей города Отепя, в 2000 году — только 38 %.
В 1970 году доля жителей Отепя в возрасте до 14 лет в общей численности населения города составляла 26 %, в 2000 году — 17 %; доля жителей в возрасте старше 64 лет — соответственно 13 % и 20 %.

## История
В восточной части города, на холме Линнамяги (эст. Linnamägi, Городская (замковая) гора) находятся развалины епископского замка Оденпе XIII века. Первоначально деревянный замок был построен в 1215 году епископом леальским (с 1224 года — дерптским) Германом Буксгевденом на месте городища эстов. Городище впервые упоминается в русских летописях в 1116 году, когда оно было завоёвано войском великого князя Киевского Мстислава Владимировича, под названием Медвежья Голова. Позднее он был разрушен русскими, а затем восстановлен немцами, но в 1223 году его вторично разрушили новгородцы с псковичами, а вслед за ними и восставшие эсты. Первым владельцем замка после его восстановления в камне в 1224 году стал зять епископа Энгельберт Тизенгаузен. Таким образом, Оденпе является первым документально известным ленным владением в Ливонии.
Учёные полагают, что стоянка человека на Линнамяги существовала уже 2000 лет назад, а археологические находки на месте относятся ко второй половине первого тысячелетия н. э. Первоначальное название поселения неизвестно, но учёные склоняются к мнению, что имя было связано с головой медведя. Немцы в своих хрониках название городища не переводили и вплоть до XX века в качестве названия замка, а позже и посёлка, использовали немецкую транскрипцию Оденпе (нем. Odenpäh) не дошедшего до нас древнеэстонского названия места.
Дания и Швеция стремились отнять эти земли у Ливонии. Северная война привела к опустошению региона. В 1841 году в Оденпе вспыхнуло крестьянское восстание, известное как война в Пюхаярве.
Оденпе — место зарождения эстонского национального движения. 20 сентября 1876 года Дерптское эстонское сельскохозяйственное общество провело в церковном поместье первую эстонскую сельскохозяйственную выставку. Здесь было основано студенческое общество, членами которого 4 июня 1884 года в оденпеской церкви был освящён первый сине-чёрно-белый эстонский флаг. При церкви оформлена «Комната эстонского флага» и на её стене установлена памятная доска об этом событии. Здесь служили пасторы, активно участвовавшие в национальном движении — это Адриан Виргиниус и Якоб Хурт (1839—1907). Недалеко от церкви установлен памятник Якобу Хурту, который также известен как эстонский фольклорист и языковед.
Народное просвещение в Отепя имеет богатую историю: первая народная школа была открыта в Оденпе в 1686 году. В период с 1872 по 1880 год, когда пастором в посёлке являлся Якоб Хурт, было отмечено значительное повышение уровня образования и экономического состояния учебных заведений. Работая в Оденпе, Якоб Хурт также возглавил при Эстонском литературном обществе Всеобщий комитет по основанию эстонской школы имени Александра II. 
В 1906 году было основано Оденпеское общество просвещения, которое в 1907 году открыло прогимназию, где обучение велось на эстонском языке. Подобные прогимназии уже существовали в Дерпте и Пернове, но школа в Оденпе стала такой первой, открытой в сельской местности.
13 октября 1919 года Оденпе был переименован в посёлок Нуустаку, 4 октября 1922 года — в посёлок Отепя; 1 апреля 1936 года посёлок Отепя получил статус города. В 1940 году вошёл в состав СССР.
В ходе Великой Отечественной войны 10 июля 1941 года был оккупирован войсками вермахта. Освобождён 23 августа 1944 года войсками 3-го Прибалтийского фронта в ходе Тартуской операции:
- 67-я армия — 43-я стрелковая дивизия (генерал-майор Борисов Пётр Васильевич) 122-го стрелкового корпуса (генерал-майор Мартынчук Николай Моисеевич)[18].

В ходе войны было разрушено более половины зданий города. После окончания войны город стали восстанавливать. В 1957 году был открыт Народный театр, которым до своей смерти в 1996 году руководил Калью Руувен.
В 1950—1959 годах Отепя был центром Отепяского района. В 1999 году вместе с бывшей волостью Пюхаярве вошёл в состав новой волости Отепя и получил статус  внутриволостного города.

Отепя в исторических фотографиях
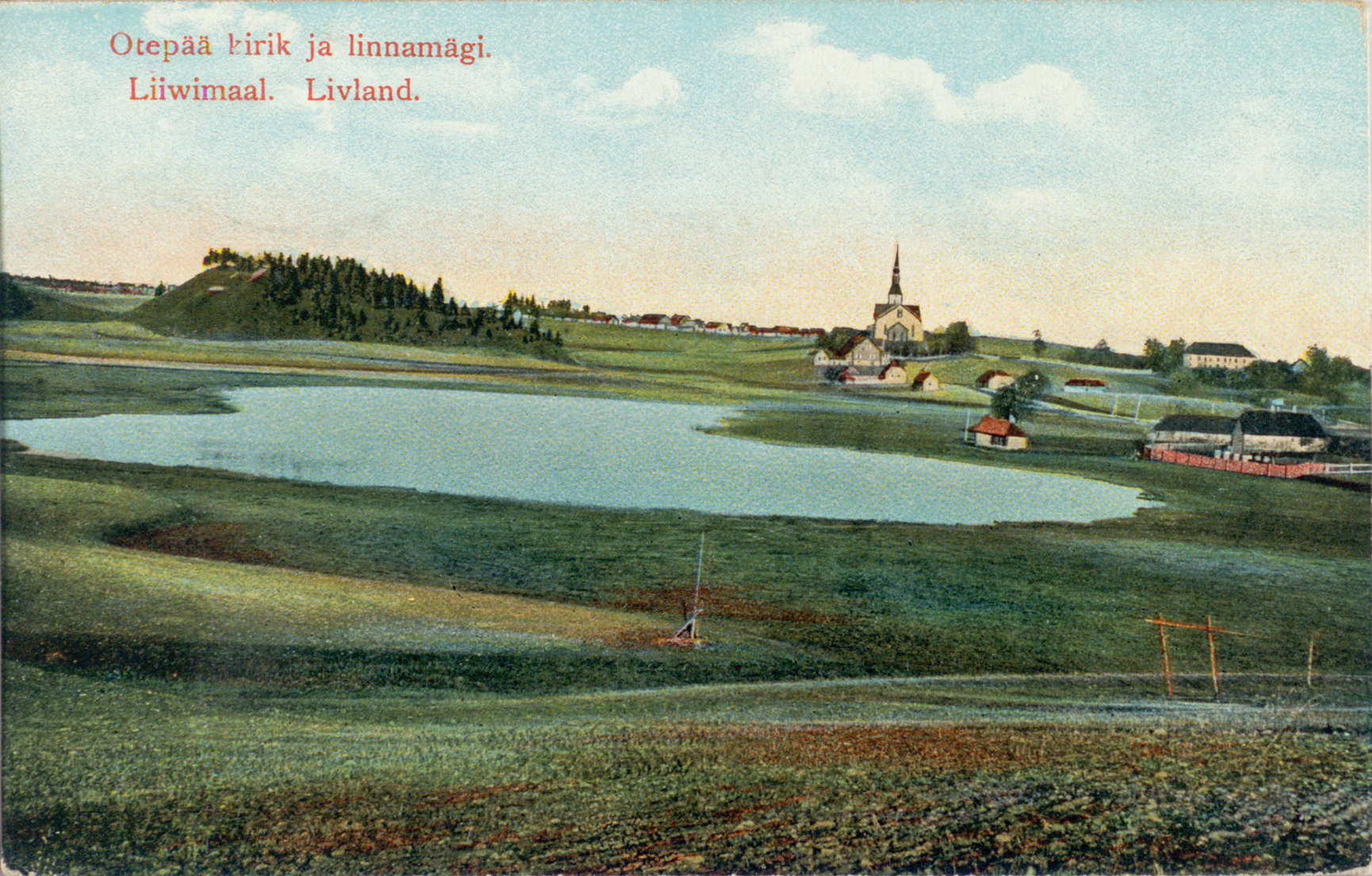
Отепяэская церковь и гора Линнамяги (почтовая открытка, до 1913 г.)
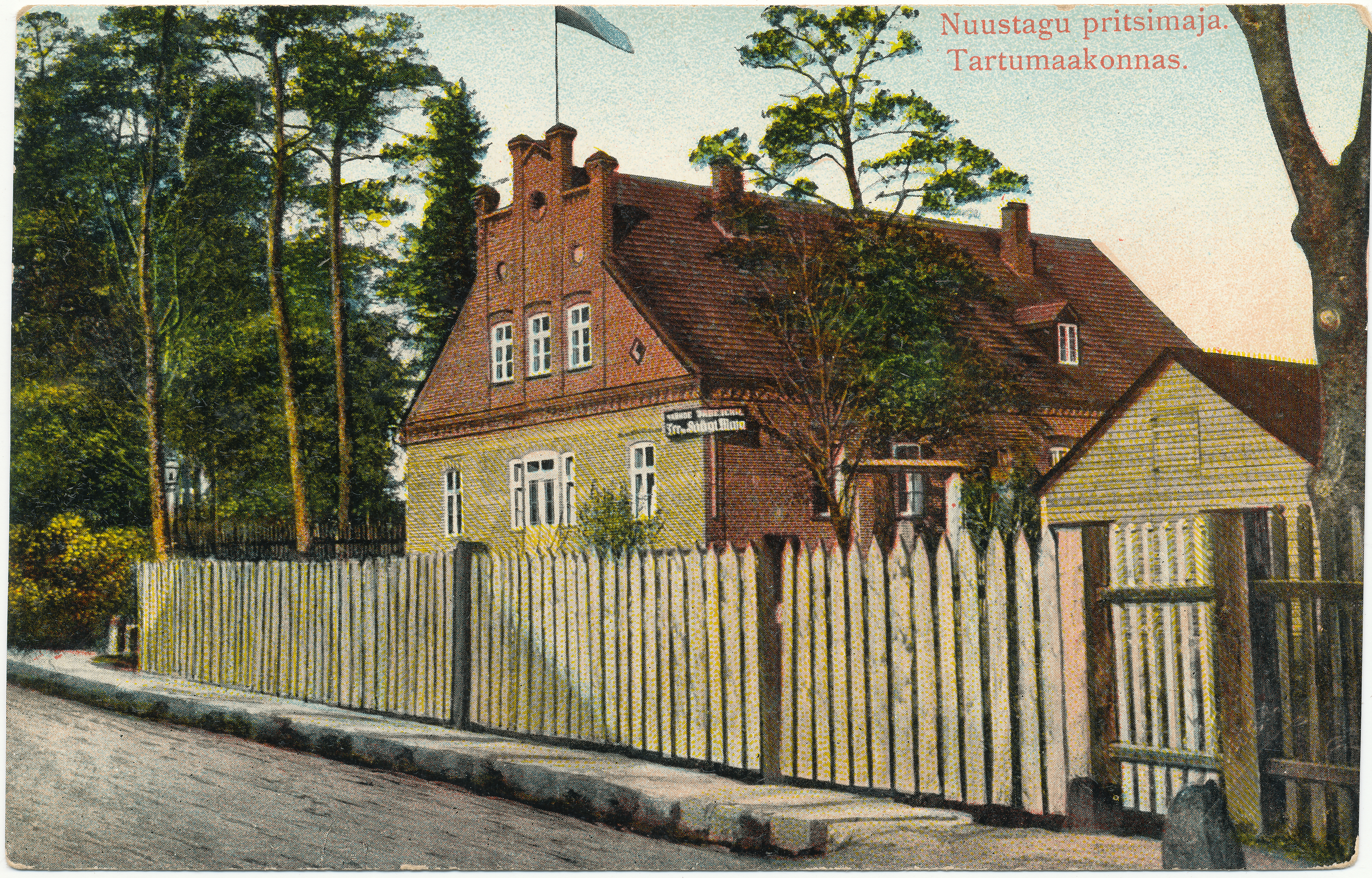
Пожарная часть (почтовая открытка, 1916 год)
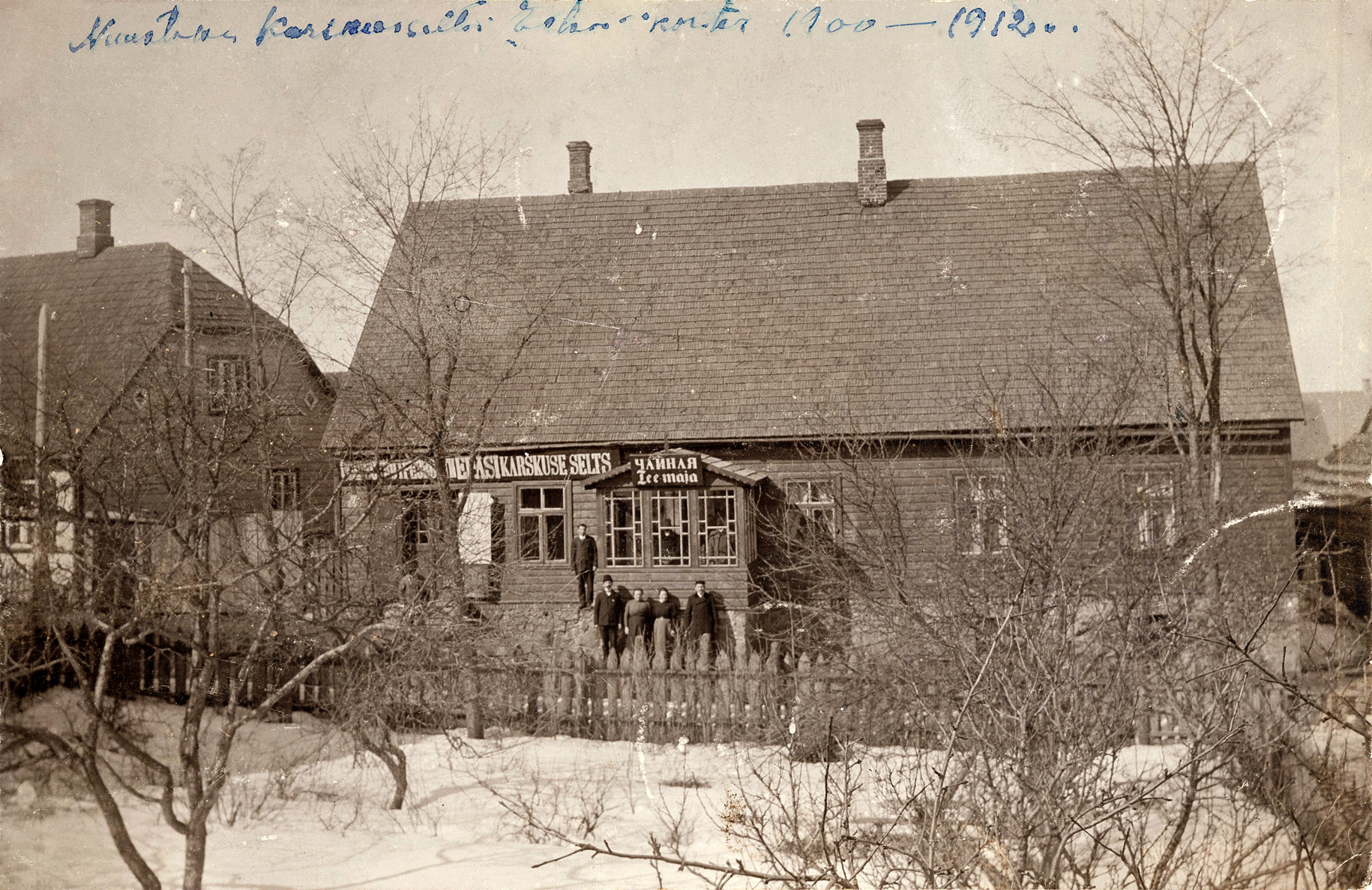
Чайная и квартира Общества трезвости «Эдази», созданного в 1892 году, прим. 1910-е годы
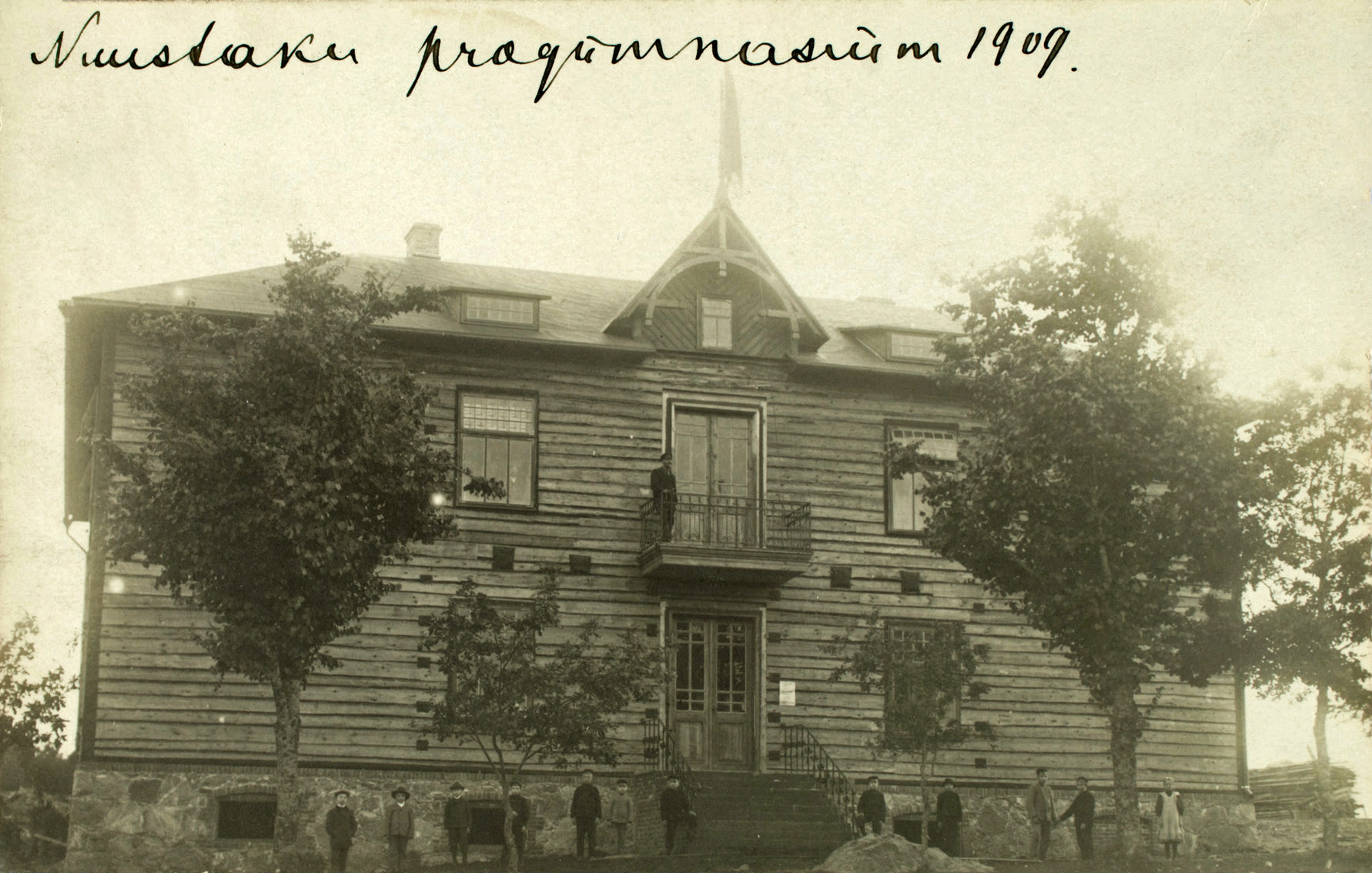
Прогимназия Нуустаку (Отепя), 1909 год
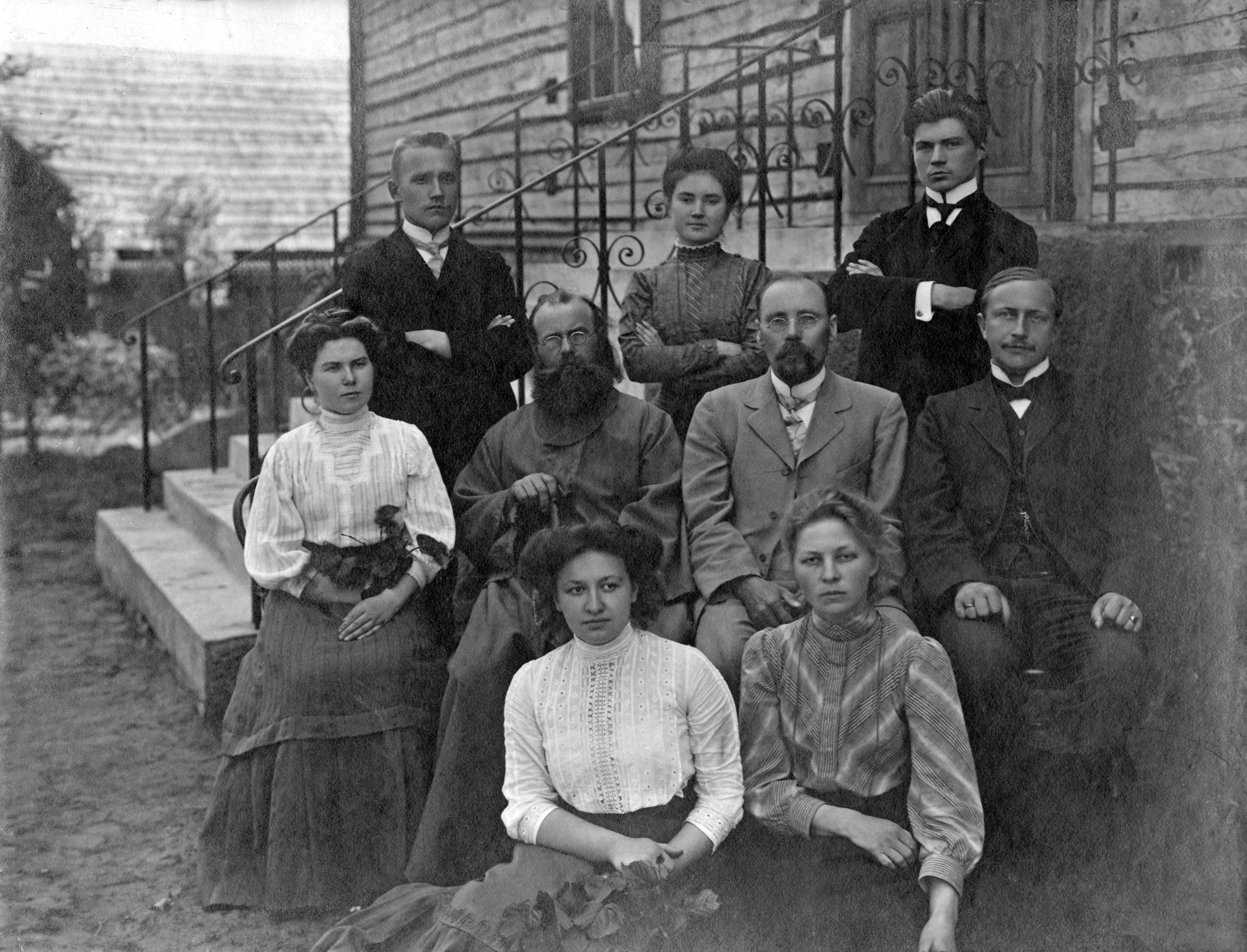
Учителя прогимназии Нуустаку, 1900-е годы
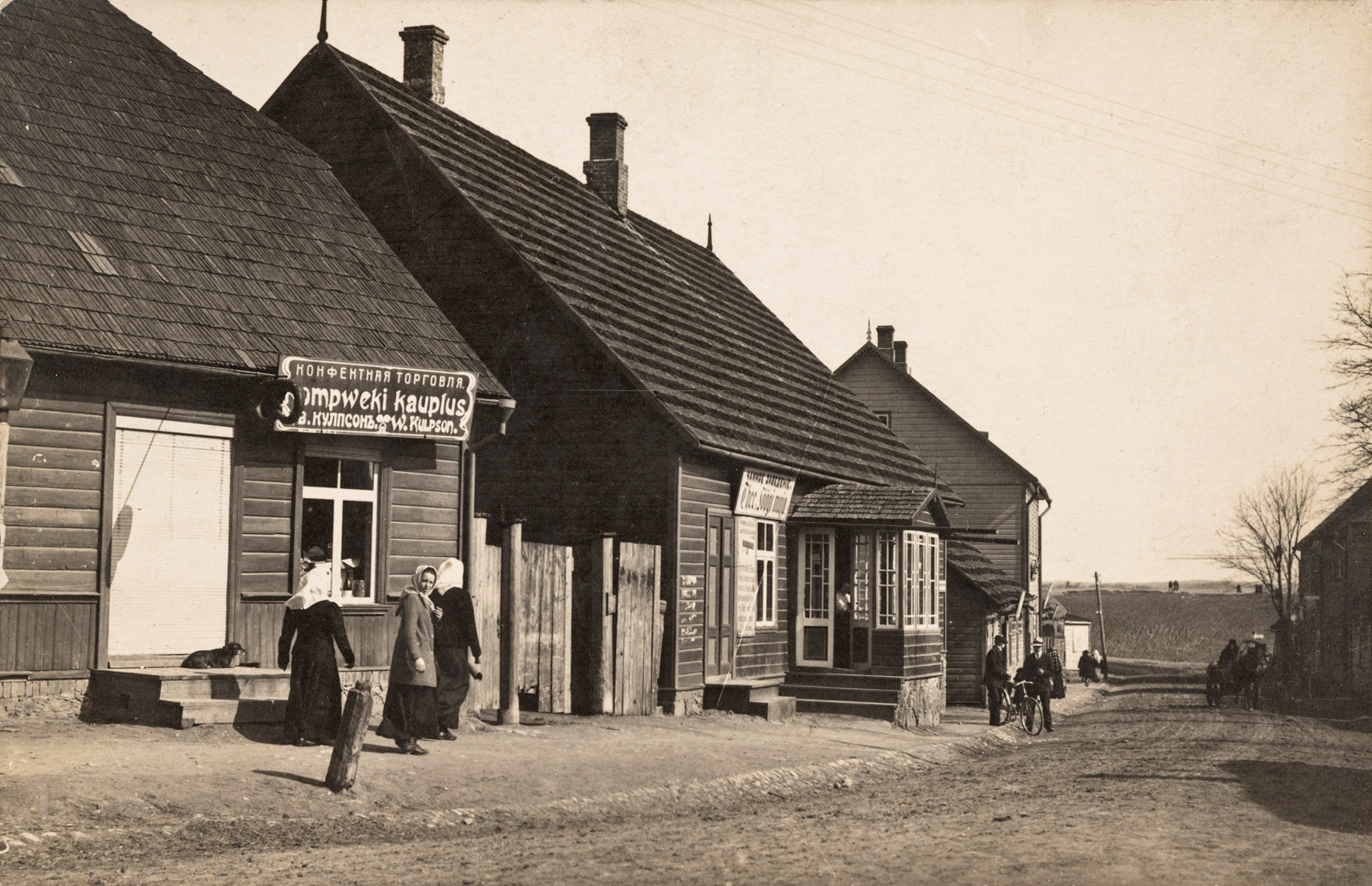
Конфетный магазин Кульпсона, 1916 год
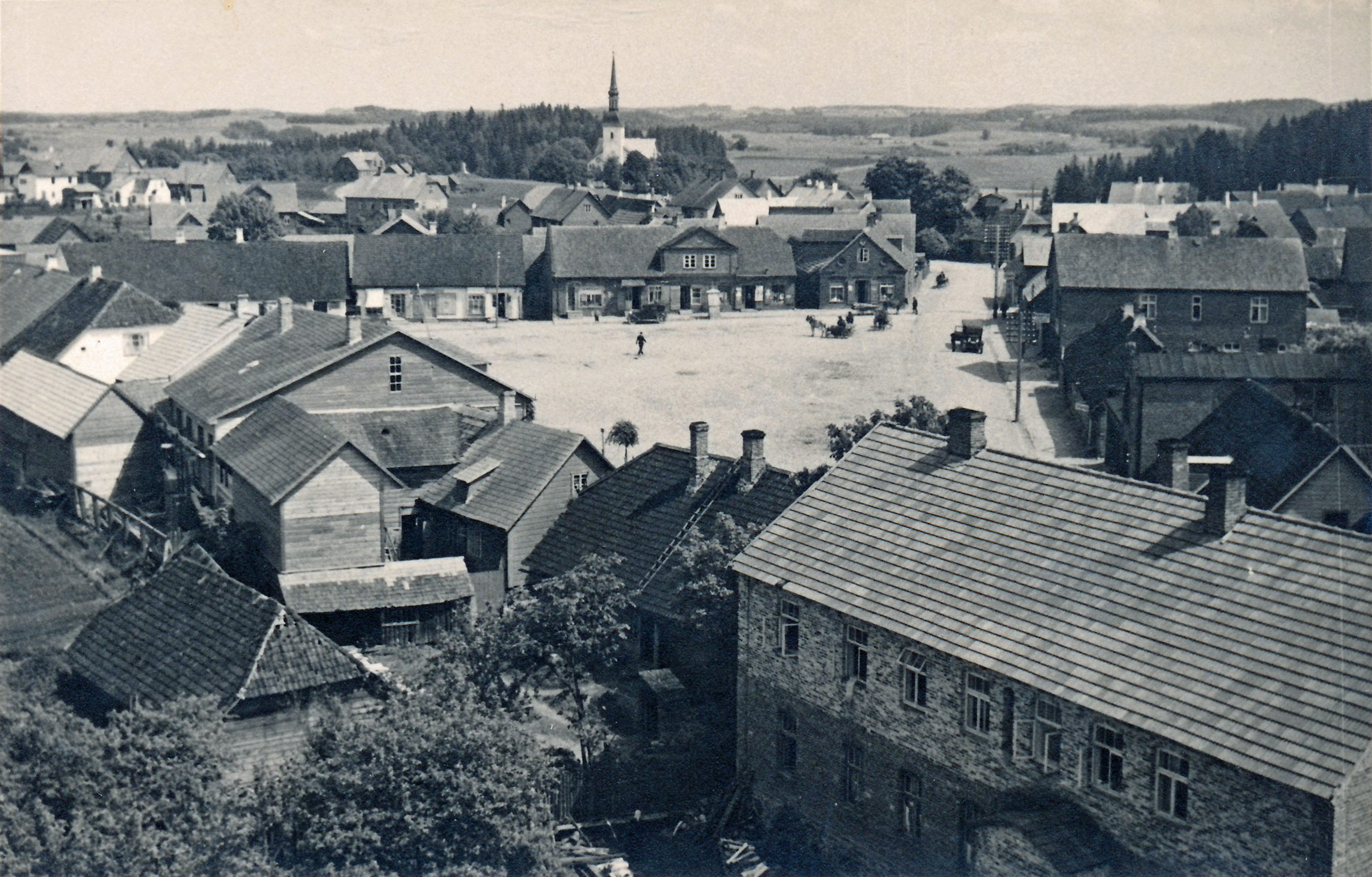
Вид на Отепя, 1930-е годы
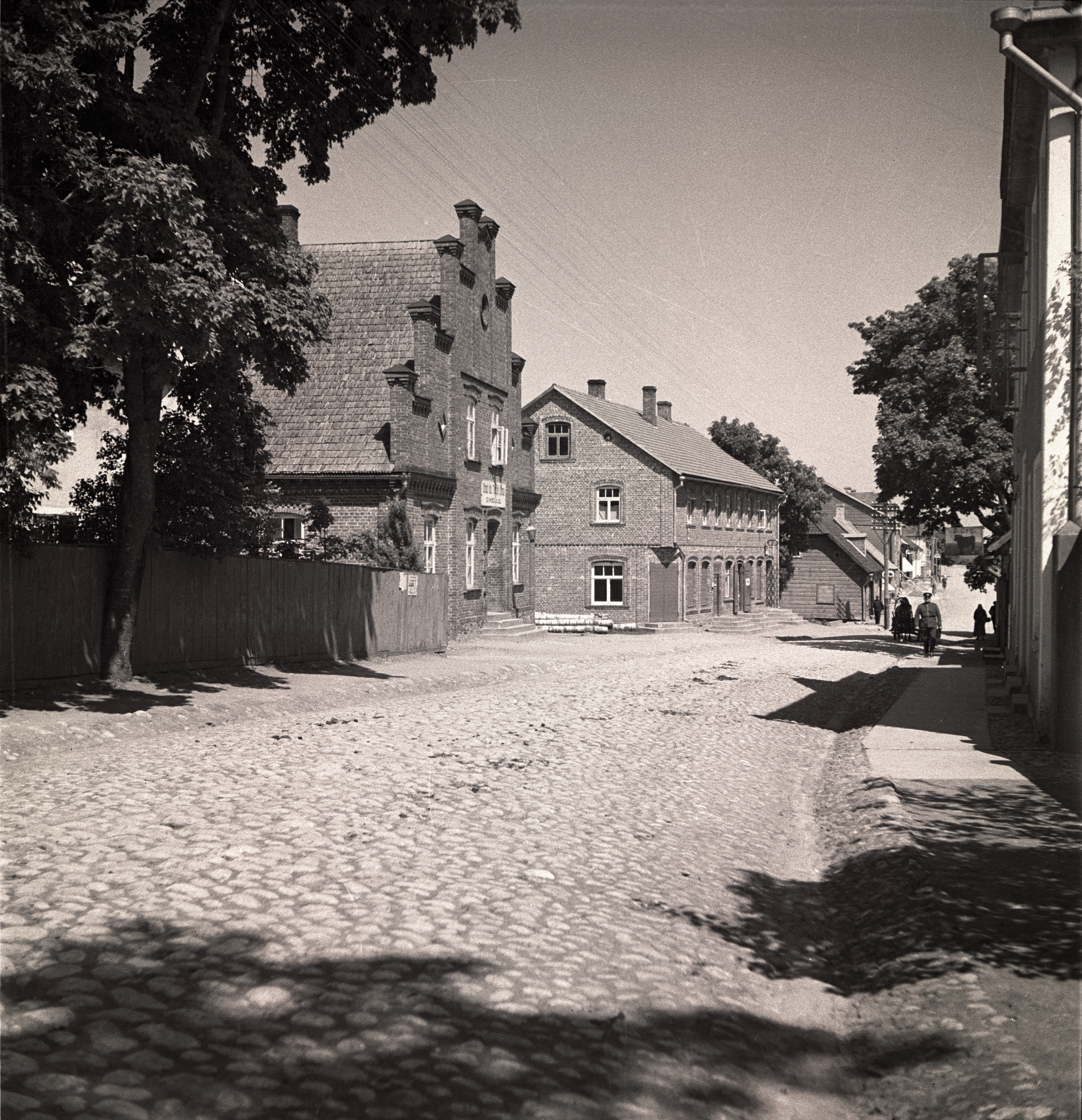
Улица в Отепя, 1930-е годы
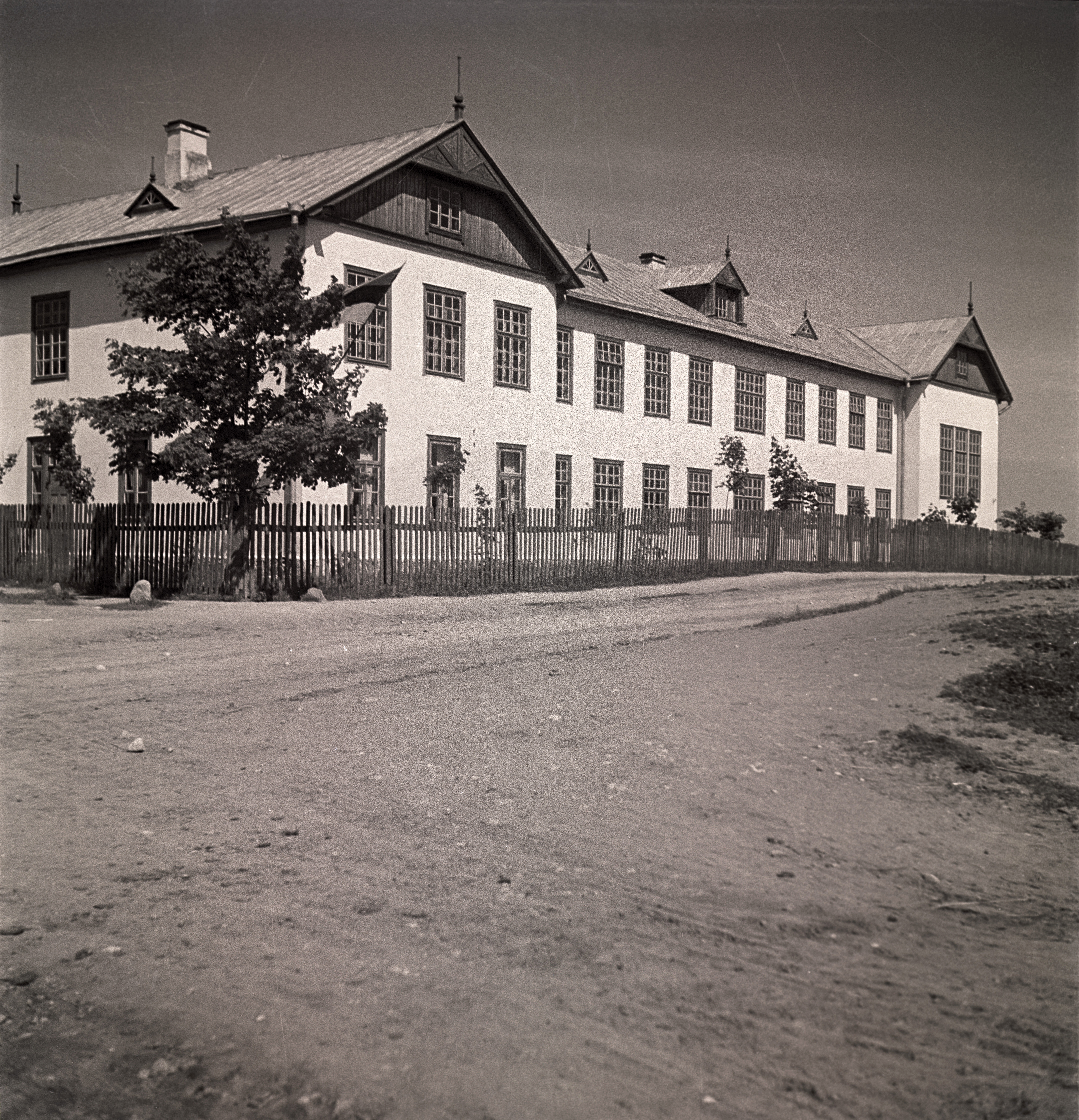
Начальная школа, 1930-е годы
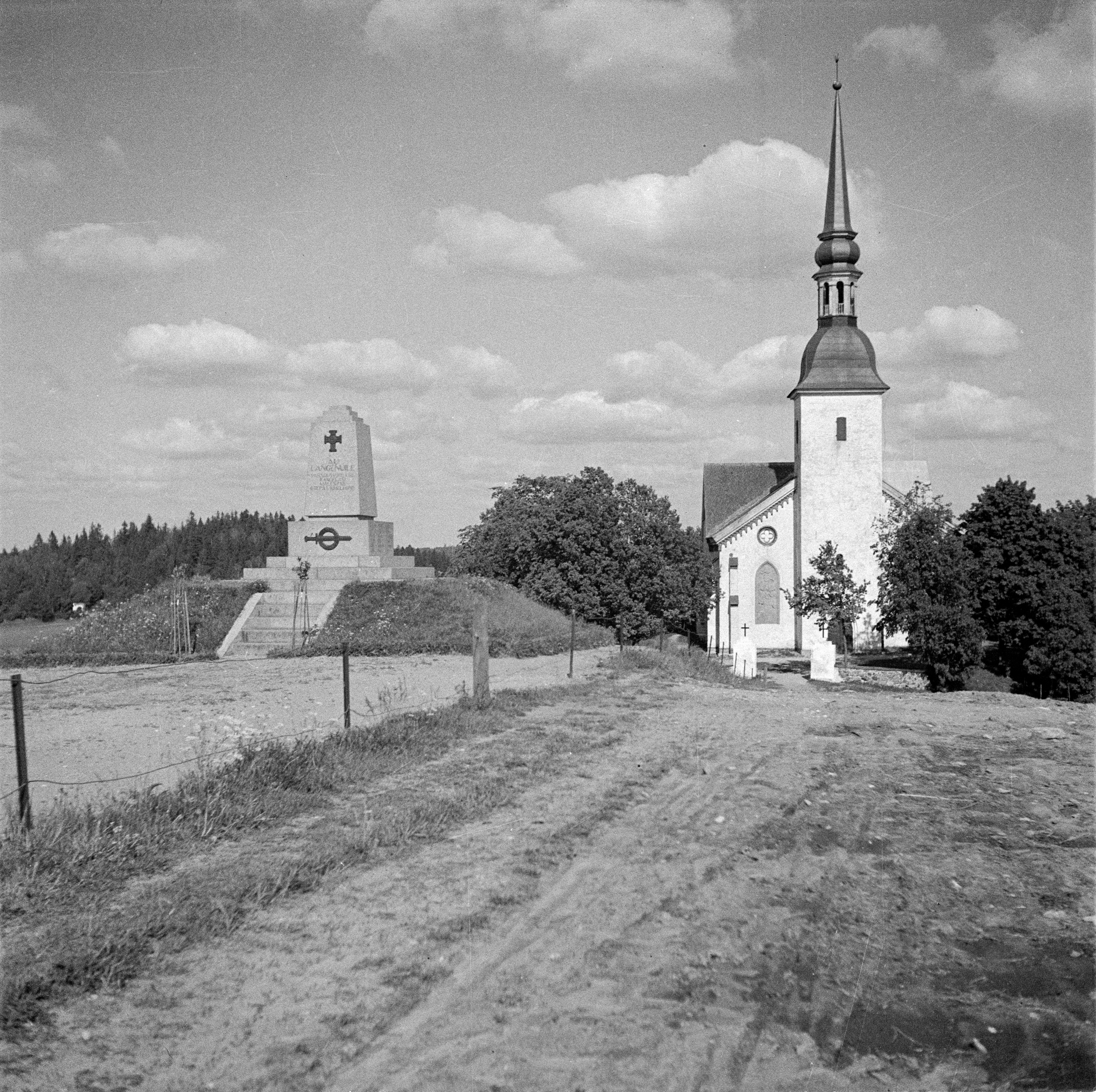
Отепяэская церковь и памятник Освободительной войне, 1930-е годы
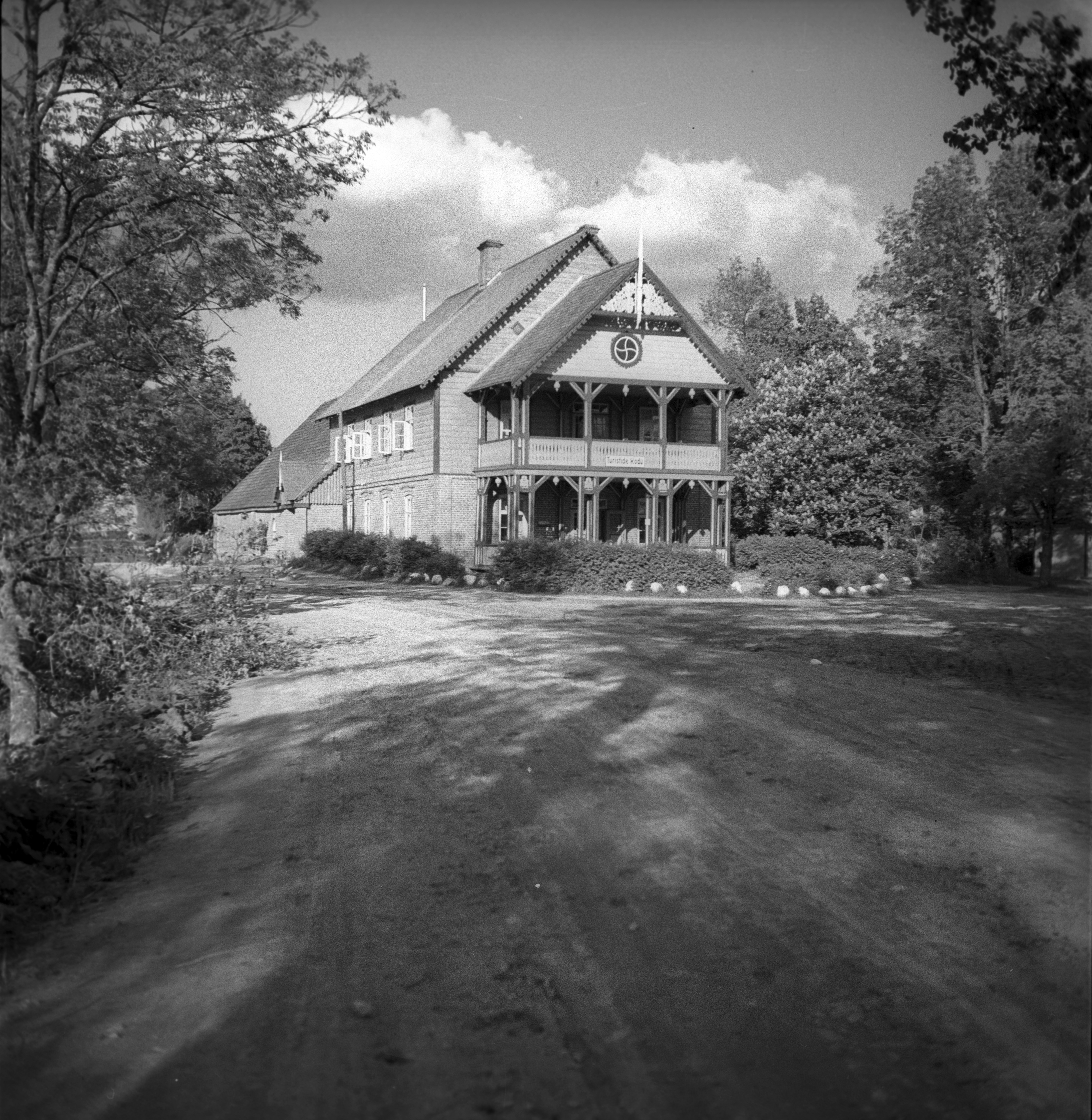
Пюхаярвеский дом туристов, 1930-е годы
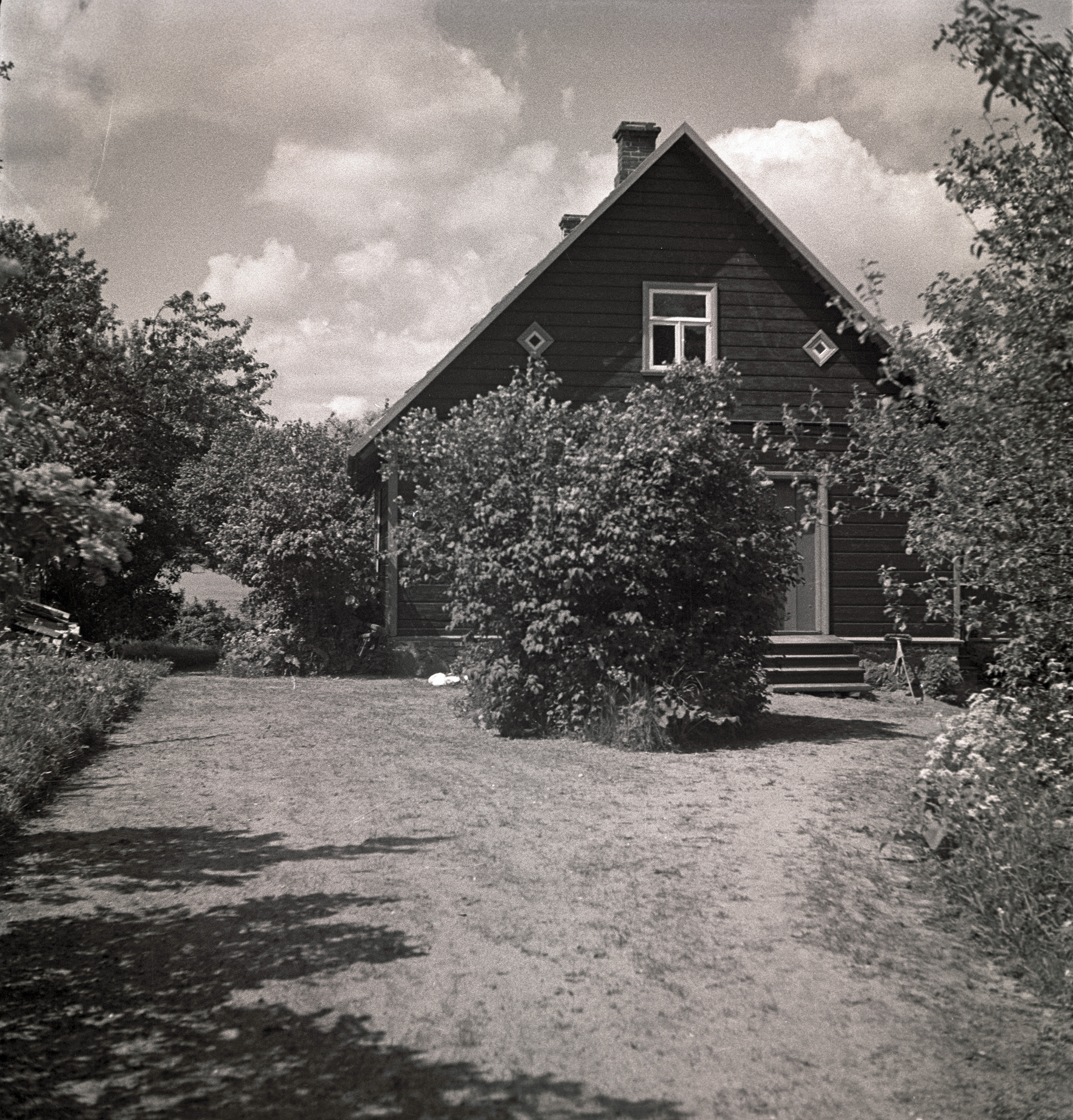
Частный дом, 1930-е годы

## Достопримечательности

### Замок Оденпе

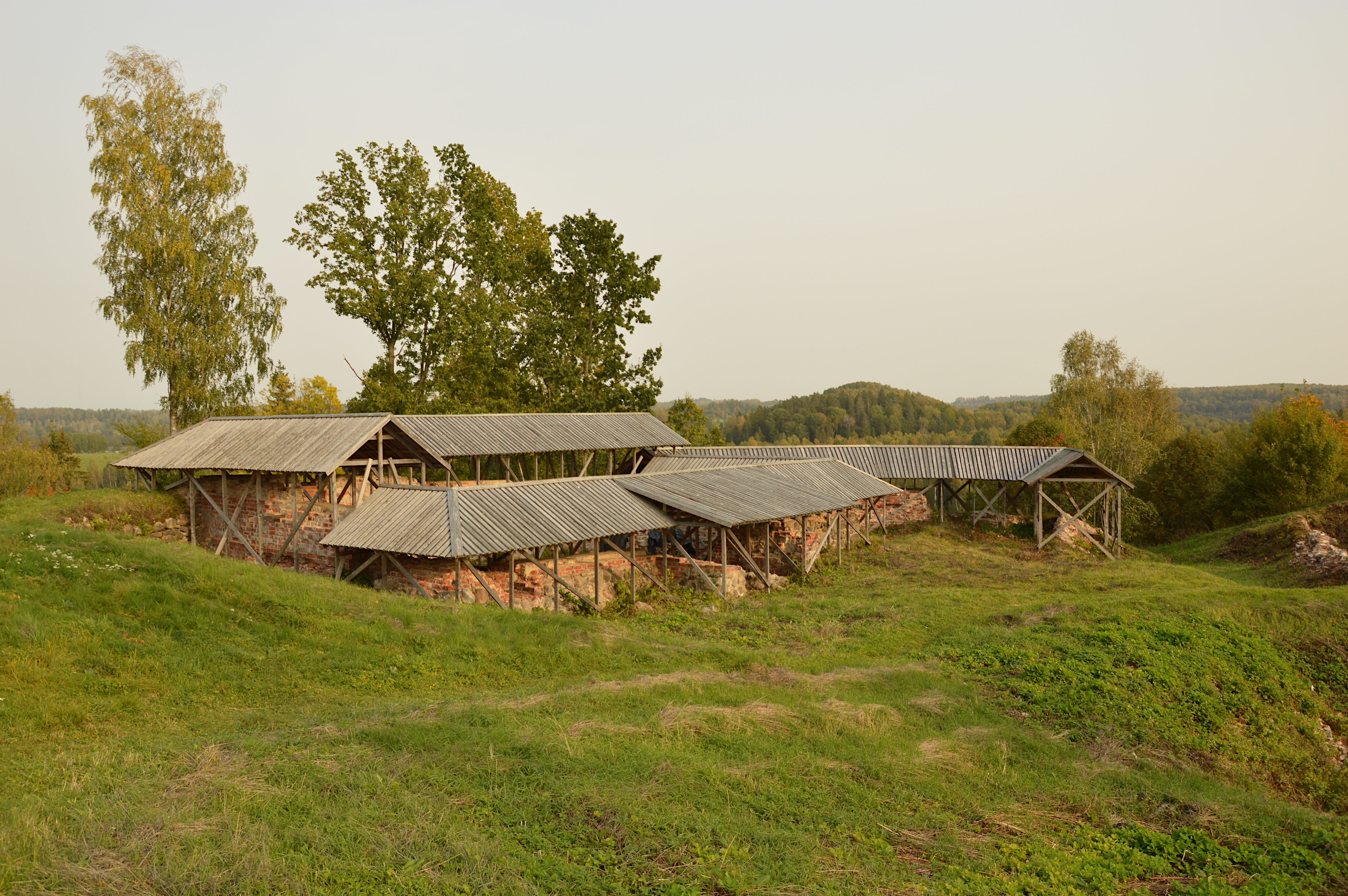
Развалины замка Оденпе

Замок Оденпе находился на вершине крутого холма, окружённого рвом с водой, что делало эту крепость одной из самых крепких в Ливонии, в связи с чем у её подножия вырос посёлок — второй по величине населённый пункт Дерптского епископства после самого Дерпта.
Каменный замок, от которого к настоящему времени остались лишь развалины, был построен в 1224 году под началом Германа Буксгевдена, заменив многократно разрушавшиеся славянами деревянные укрепления крестоносцев, колонизировавших Прибалтику. Замок был выстроен из кирпича и гранита в готическом стиле и стал первым каменным оборонительным сооружением в землях эстов. Разрушен в 1396 году в ходе борьбы между рыцарями Ливонского ордена и епископами.

### Музей эстонского флага

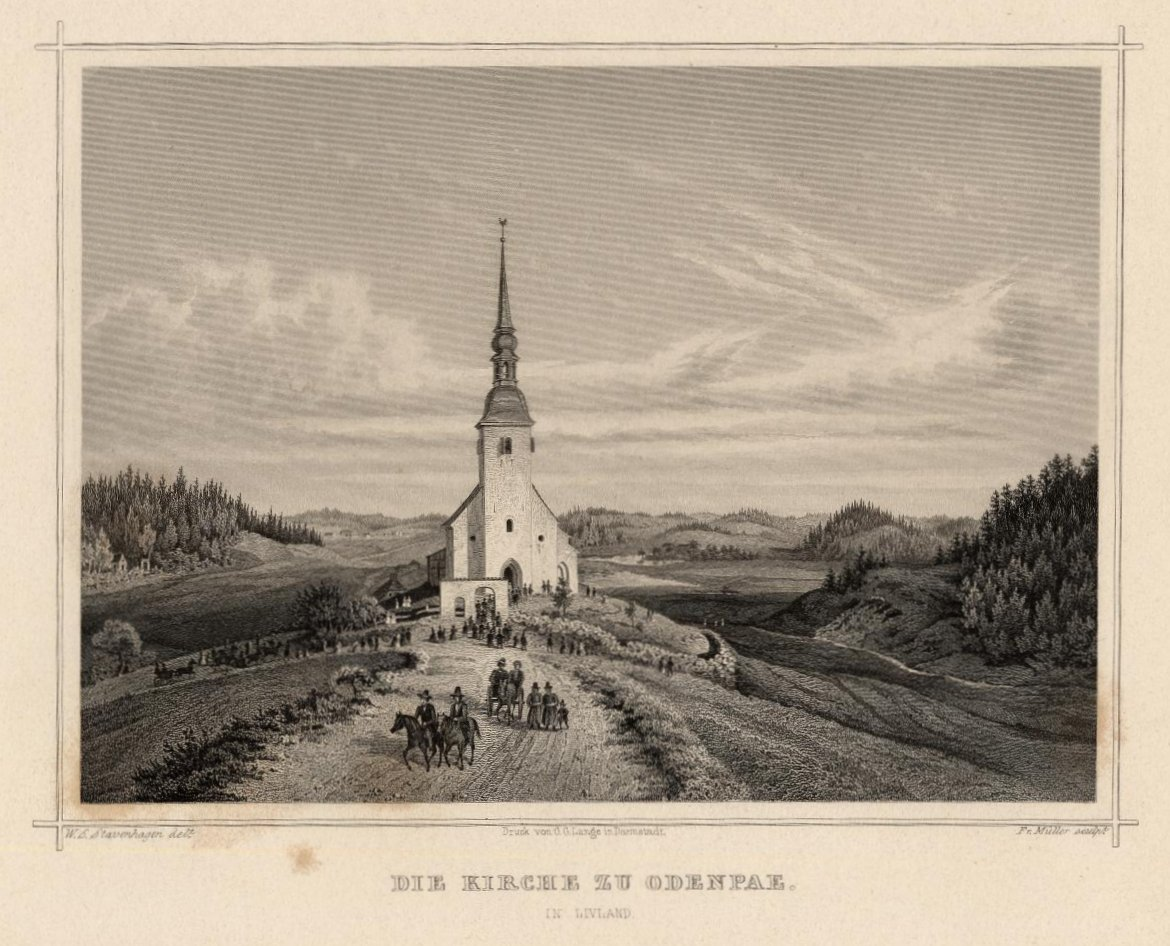
Оденпеская церковь в 1866 году

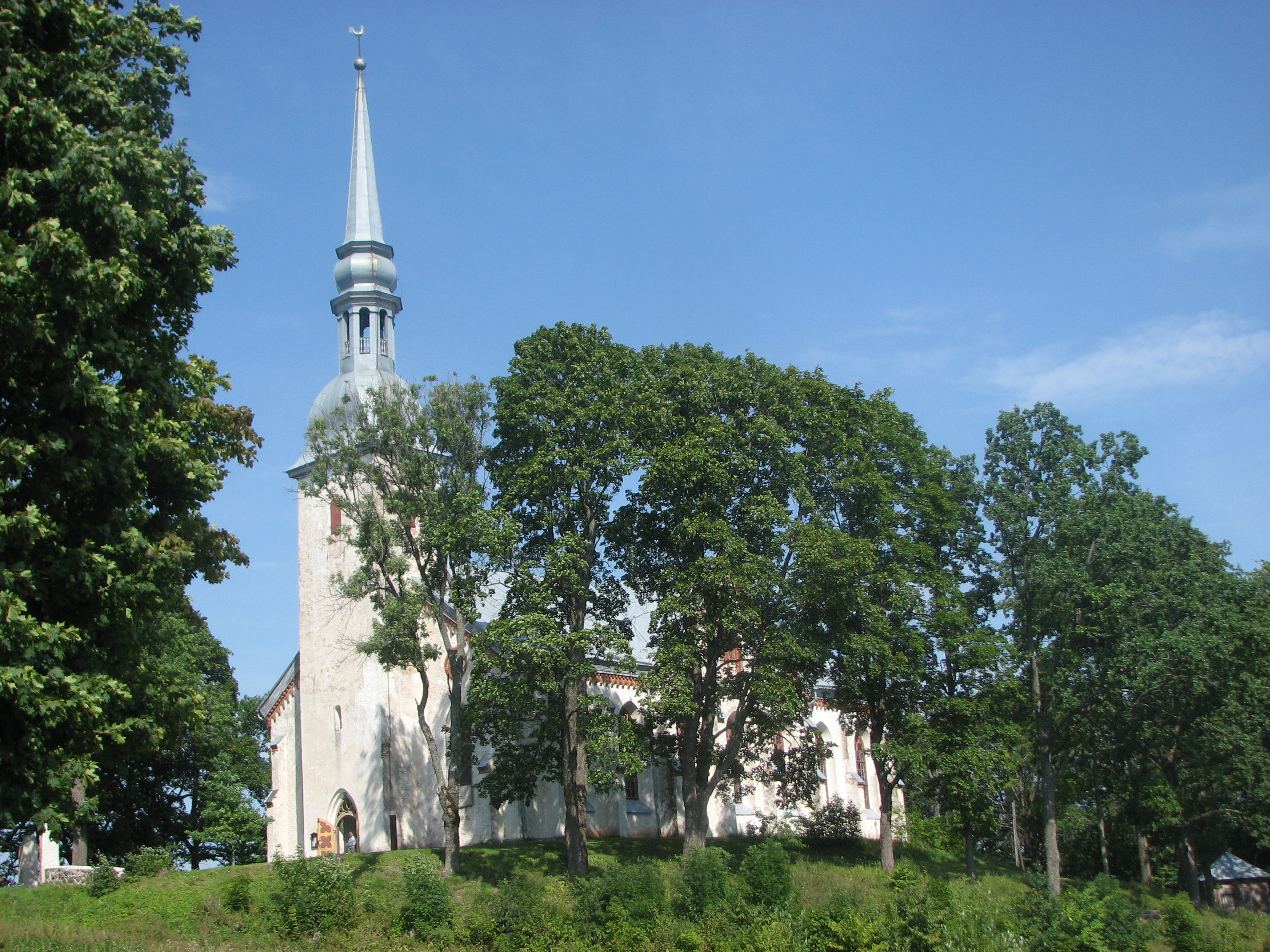
Отепяэская (Оденпеская) церковь в 2007 году

Музей был открыт 23 декабря 1996 года и разместился в здании Отепяэской церкви. 4 июня 1884 года именно здесь члены Общества эстонских студентов впервые подняли национальный флаг Эстонии, который в 1922 году был принят в качестве флага независимой Эстонской Республики.
Здание, первоначально построенное в 1671 году, в 1850 году подверглось значительной реконструкции. Крыша колокольни была закончена в 1860 году в стиле необарокко. В 1890 году началась последняя перестройка церкви, после которой она приняла современный вид в неоготическом стиле. Неф церкви был разделён на три части и было увеличено количество готических элементов, подобно английскому стилю. В 1853 году в церкви был установлен орган работы Эрнста Карла Кесслера. Церковь обозначена на местности «жёлтым окном» общества «National Geographic».
Рядом с церковью на небольшом холме расположен монумент, посвящённый жертвам войны за независимость, проходившей в годы существования первой независимой республики. В годы советской власти этот монумент был разрушен, затем восстановлен в 1989 году.
В городе работает музей Отепя, открывшийся в 1992 году, экспозиция которого посвящена истории и природе муниципалитета.

## Спорт и досуг
В 1929 году в Отепя впервые прошёл эстонский чемпионат по лыжным гонкам. Первый лыжный чемпионат СССР в 1958 году также состоялся в Отепя. В 1972 году на базе открытой в 1959 году школы-интерната была основана лыжная школа.
В Отепя находится спортивный центр «Tehvandi Sports Center» (эст. Tehvandi Spodikeskus), где регулярно проходят спортивные мероприятия: в частности, в 2010 и 2015 годах город стал местом проведения чемпионата Европы по биатлону.
В Отепя можно заниматься многими зимними видами спорта: лыжными гонками, прыжками с трамплина, конькобежным спортом. В Отепя живёт и тренируется Кристина Шмигун-Вяхи — двукратная олимпийская чемпионка по лыжным гонкам.

## См. также

Современный Отепя
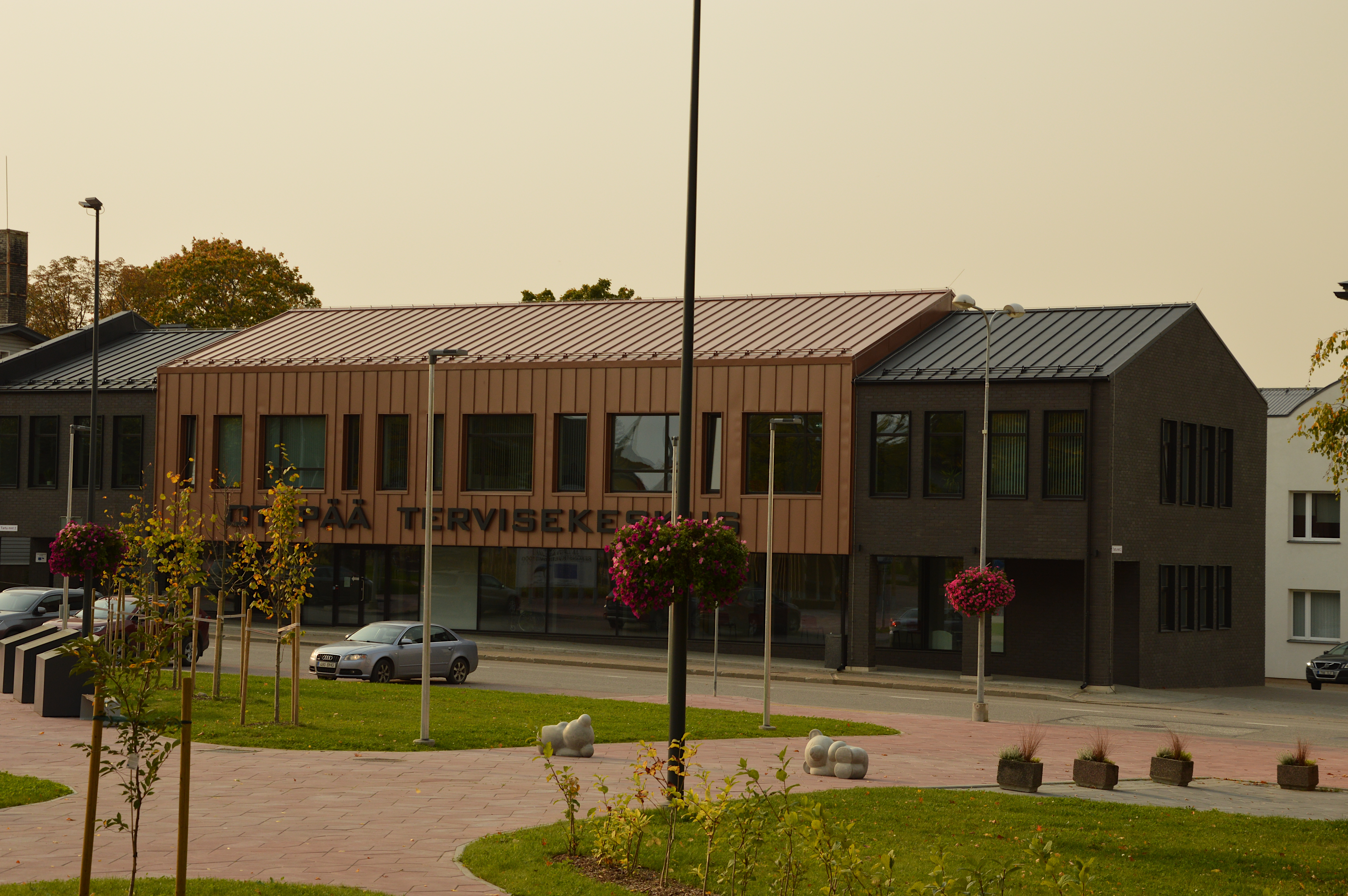
Центр здоровья
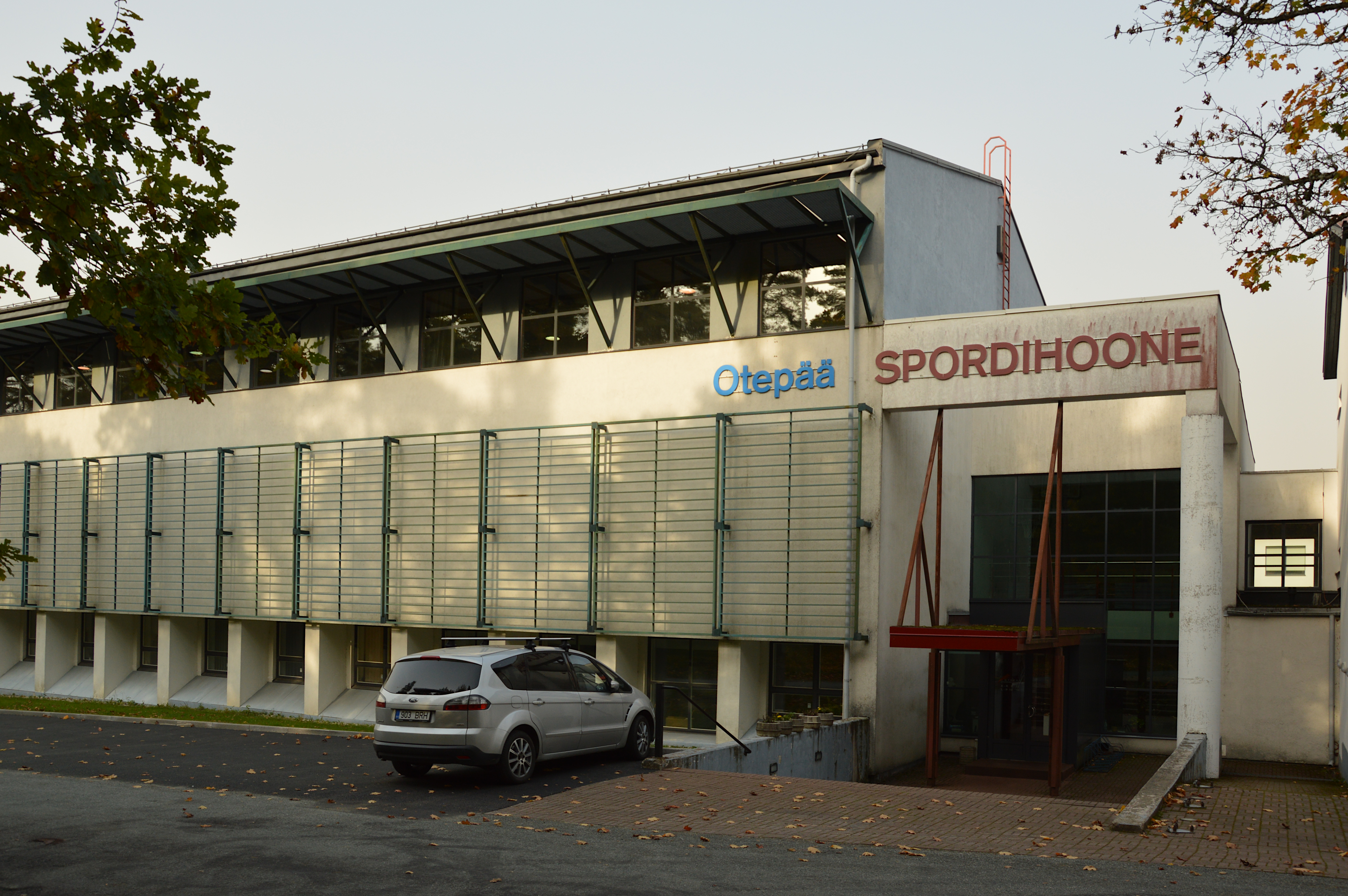
Спортхолл
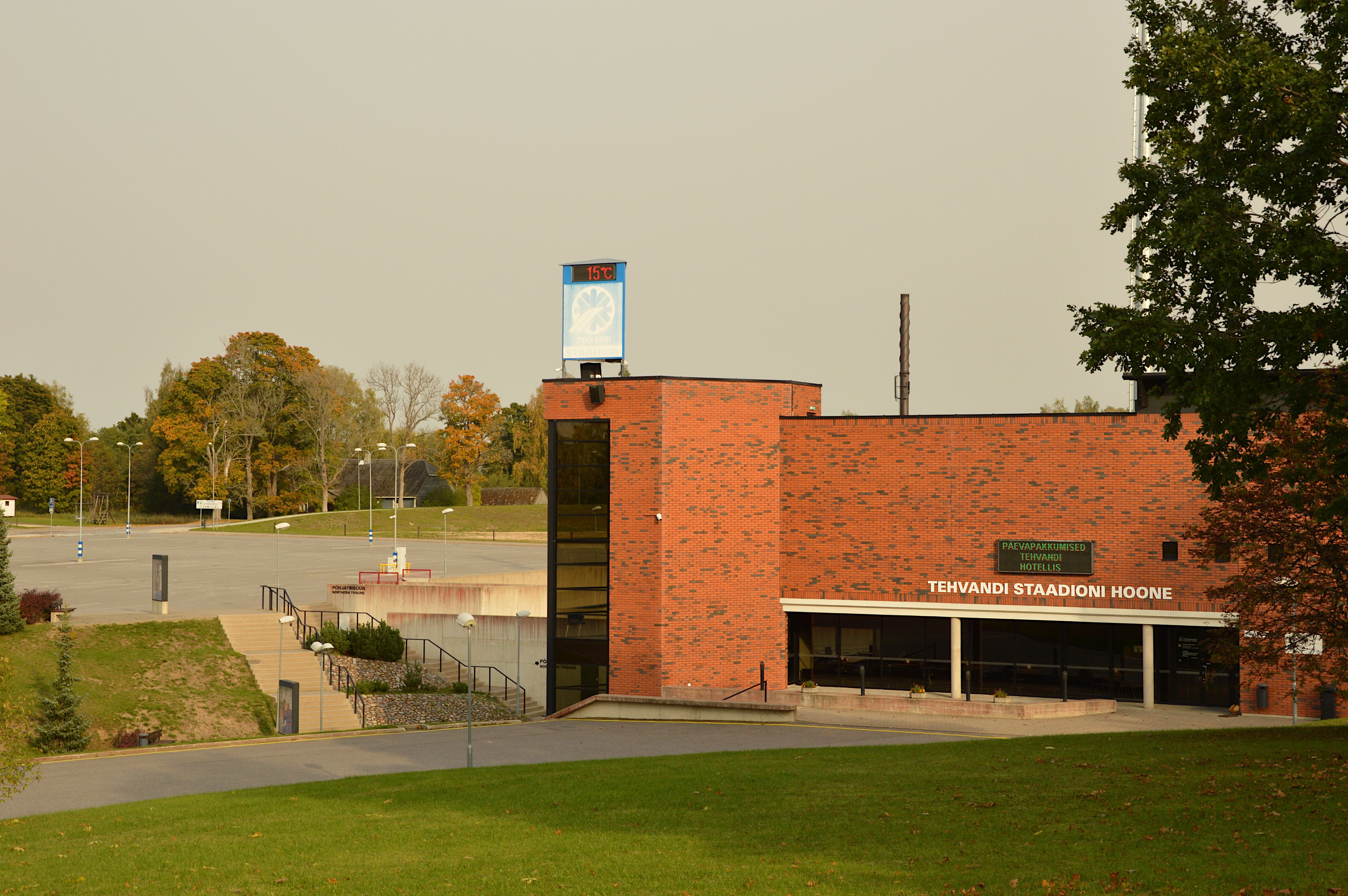
Спортивный центр Техванди
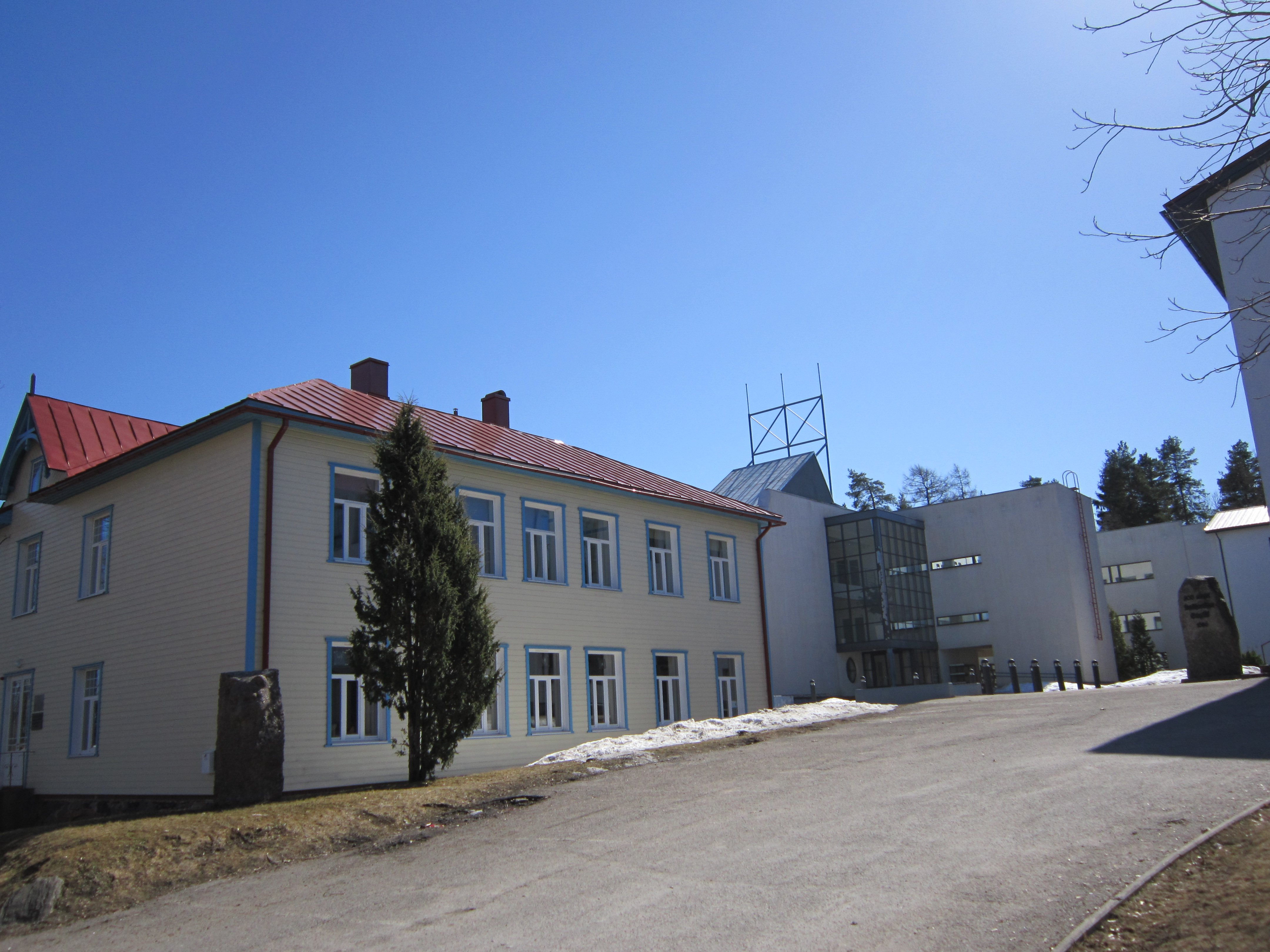
Новая гимназия (справа)
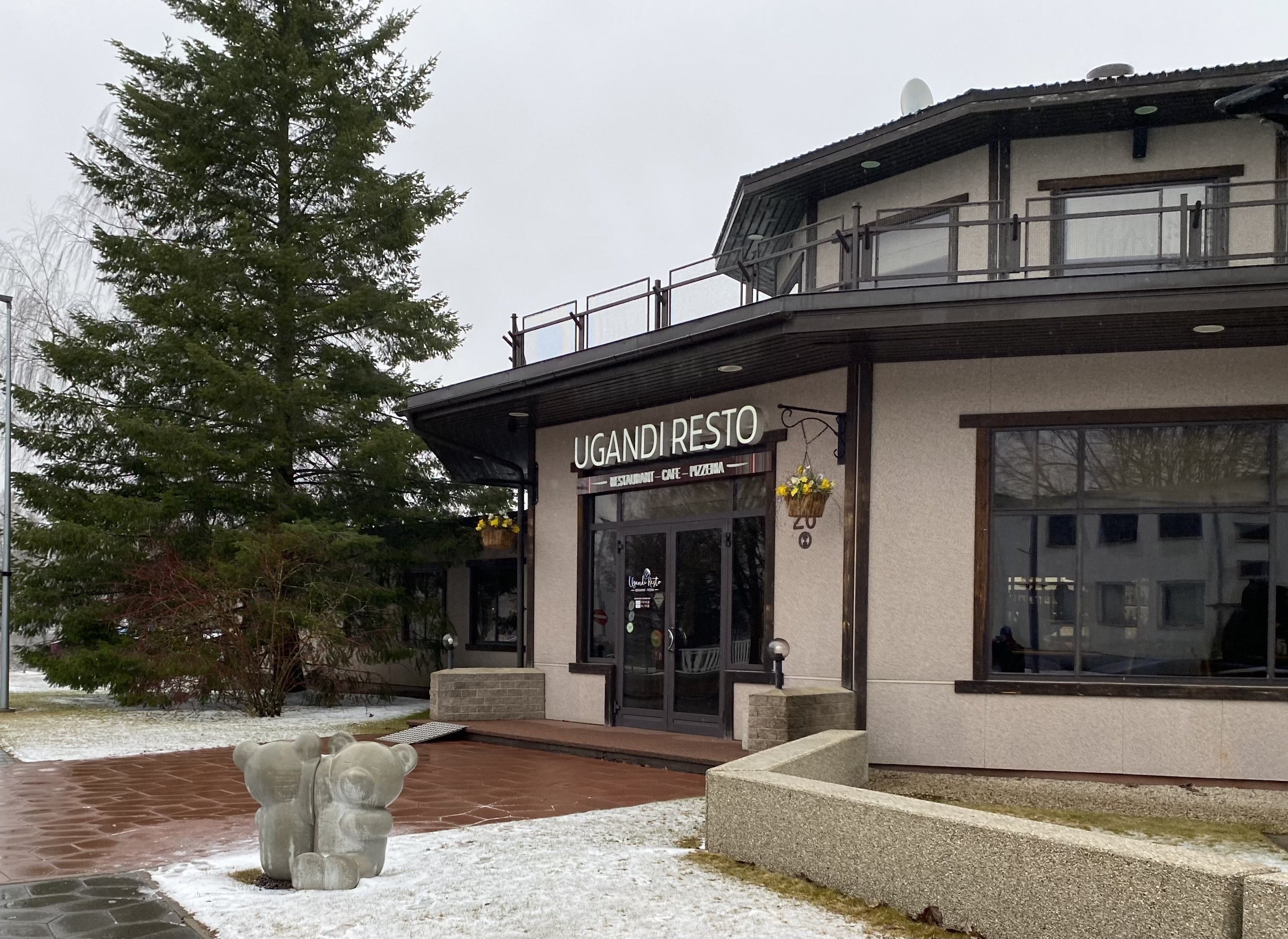
Ресторан
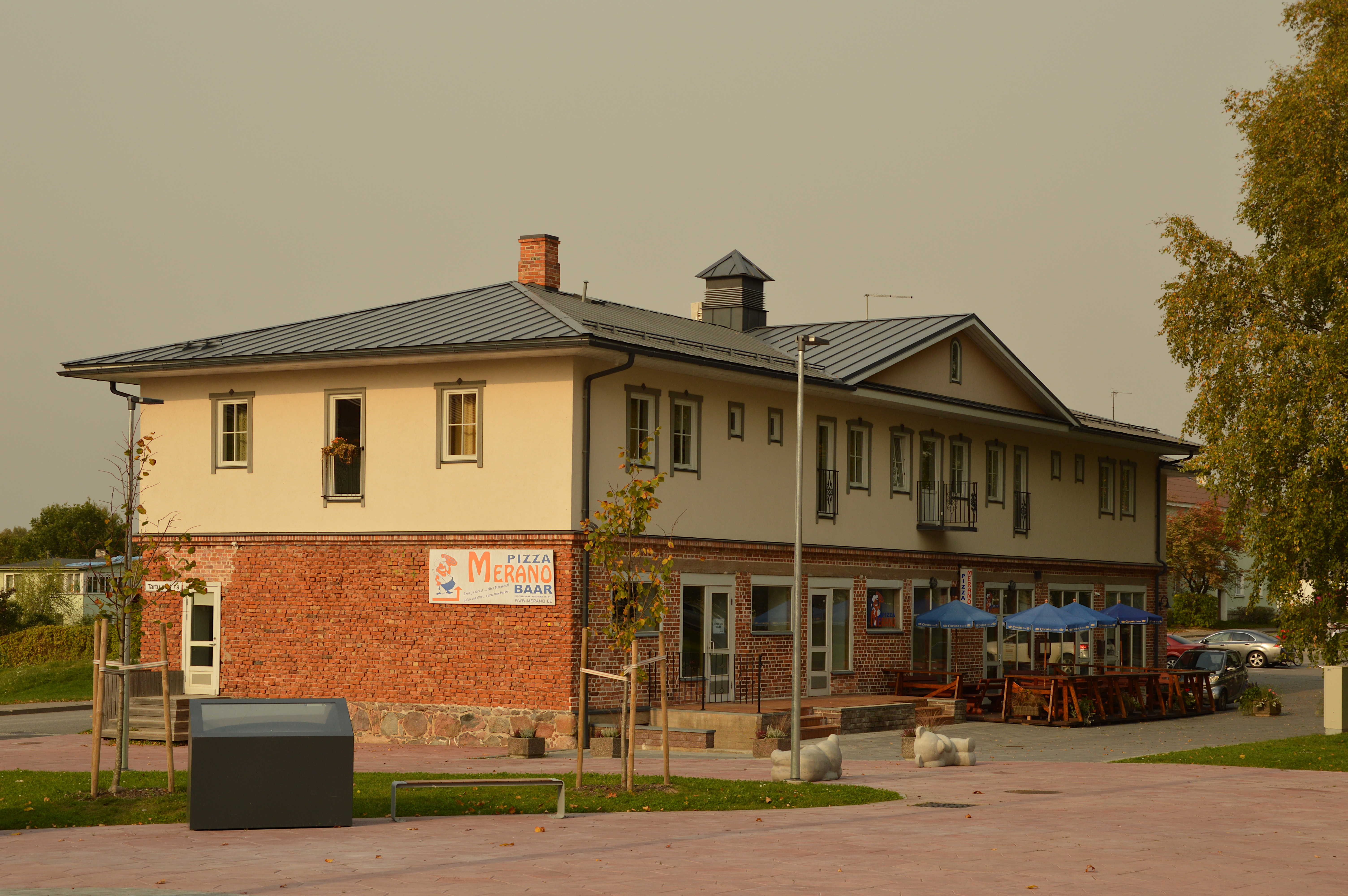
Пиццерия
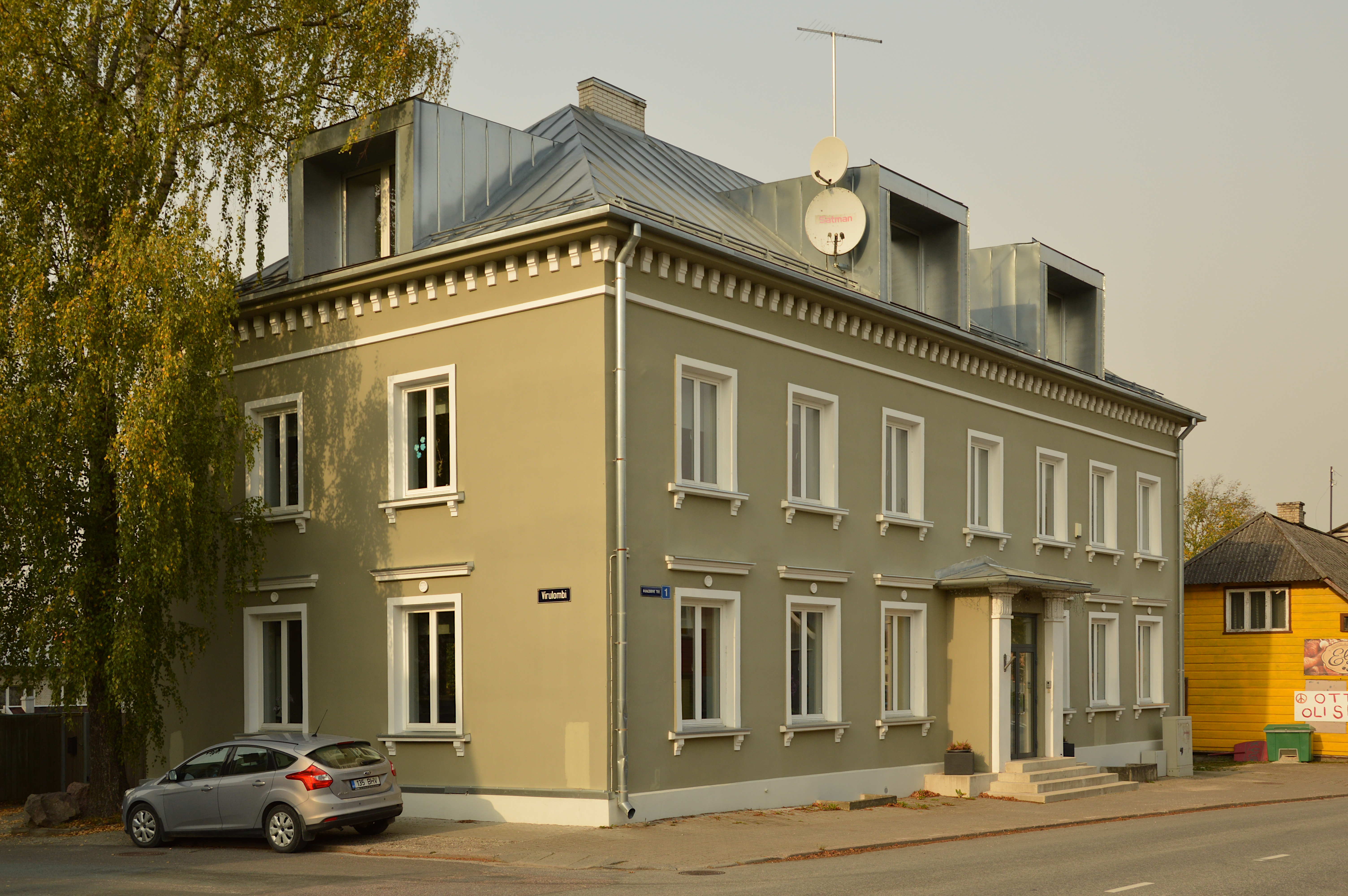
Жилой дом
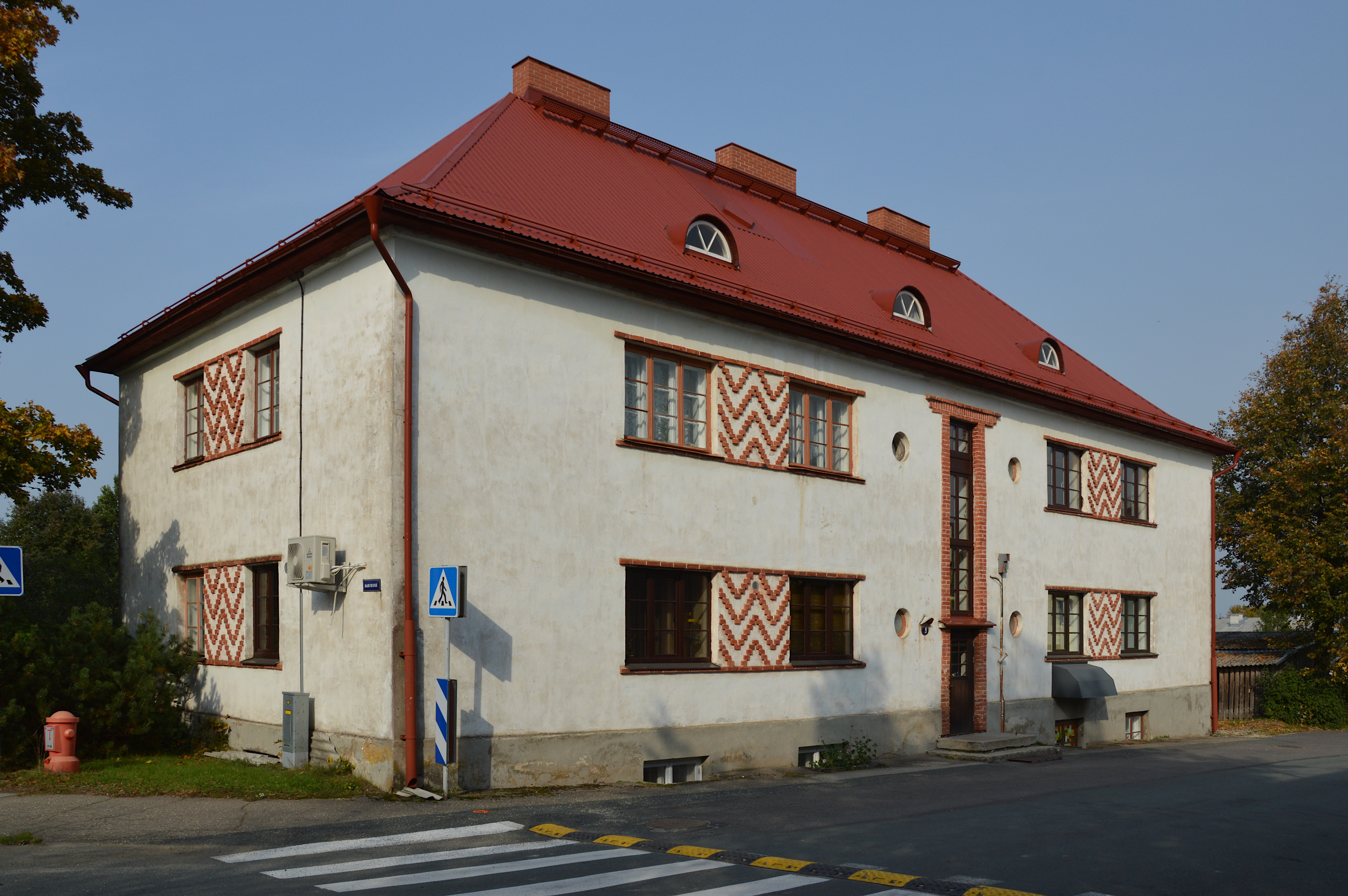
Дом на улице Харидузе
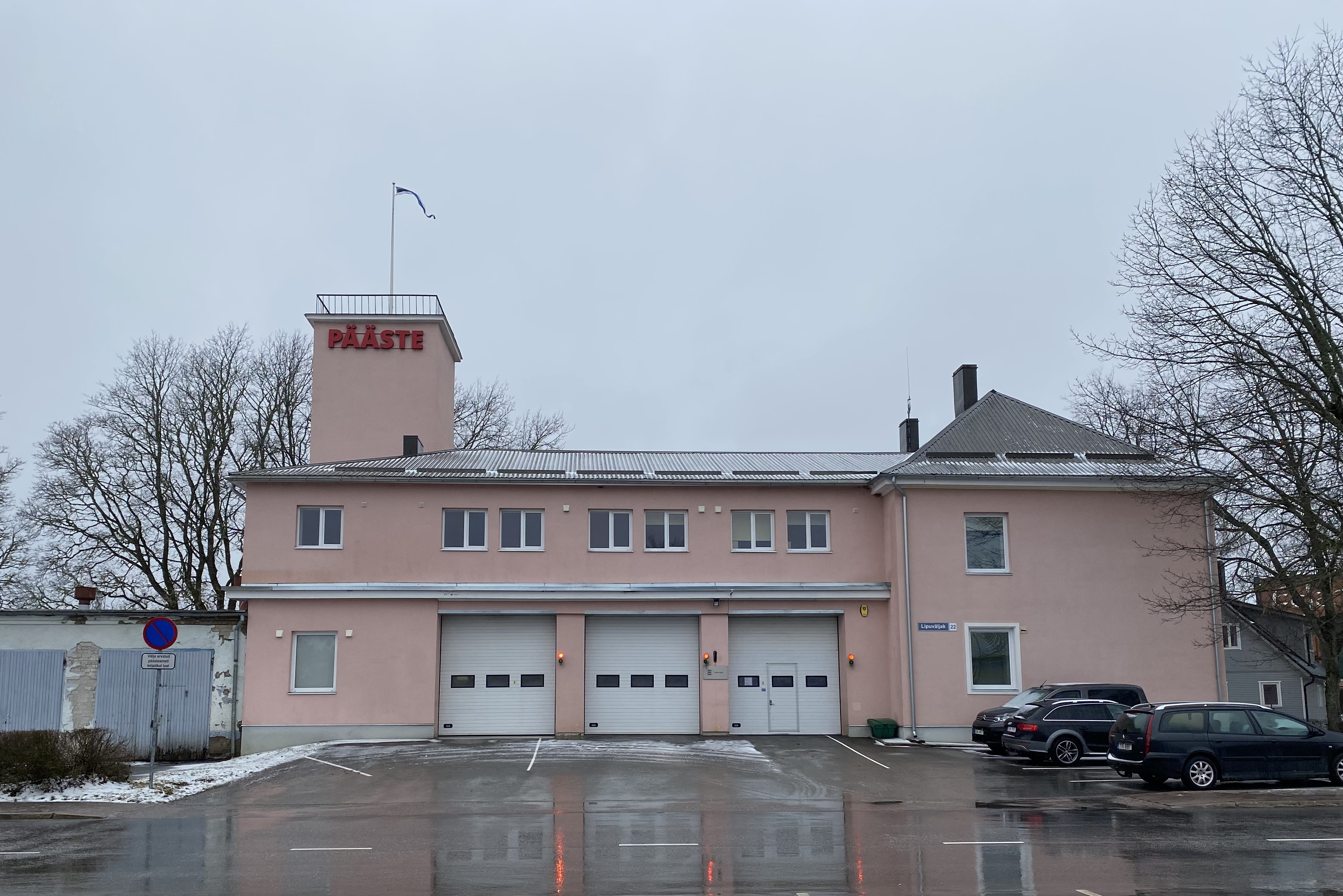
Пожарная часть
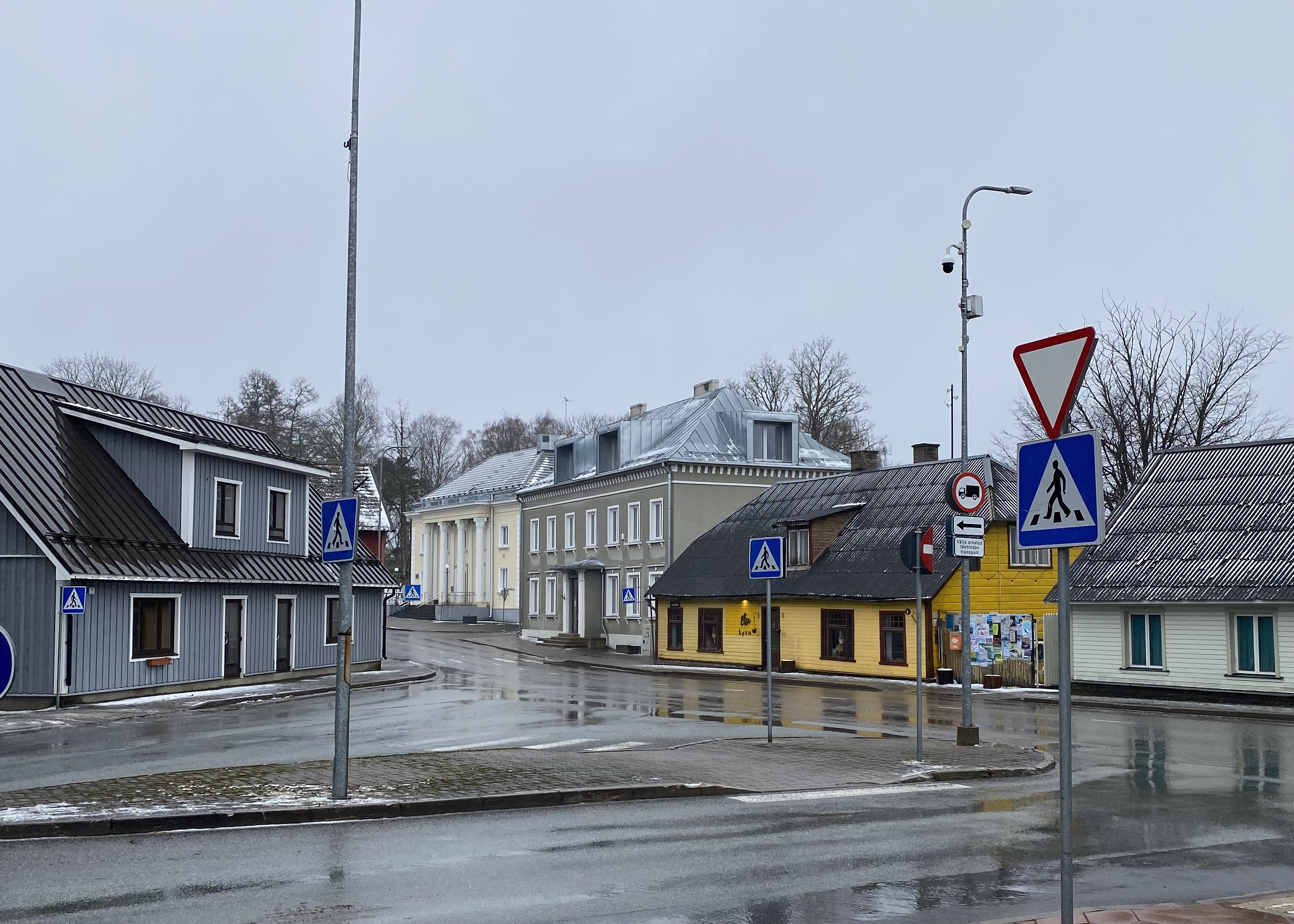
Улица Липувяльяк
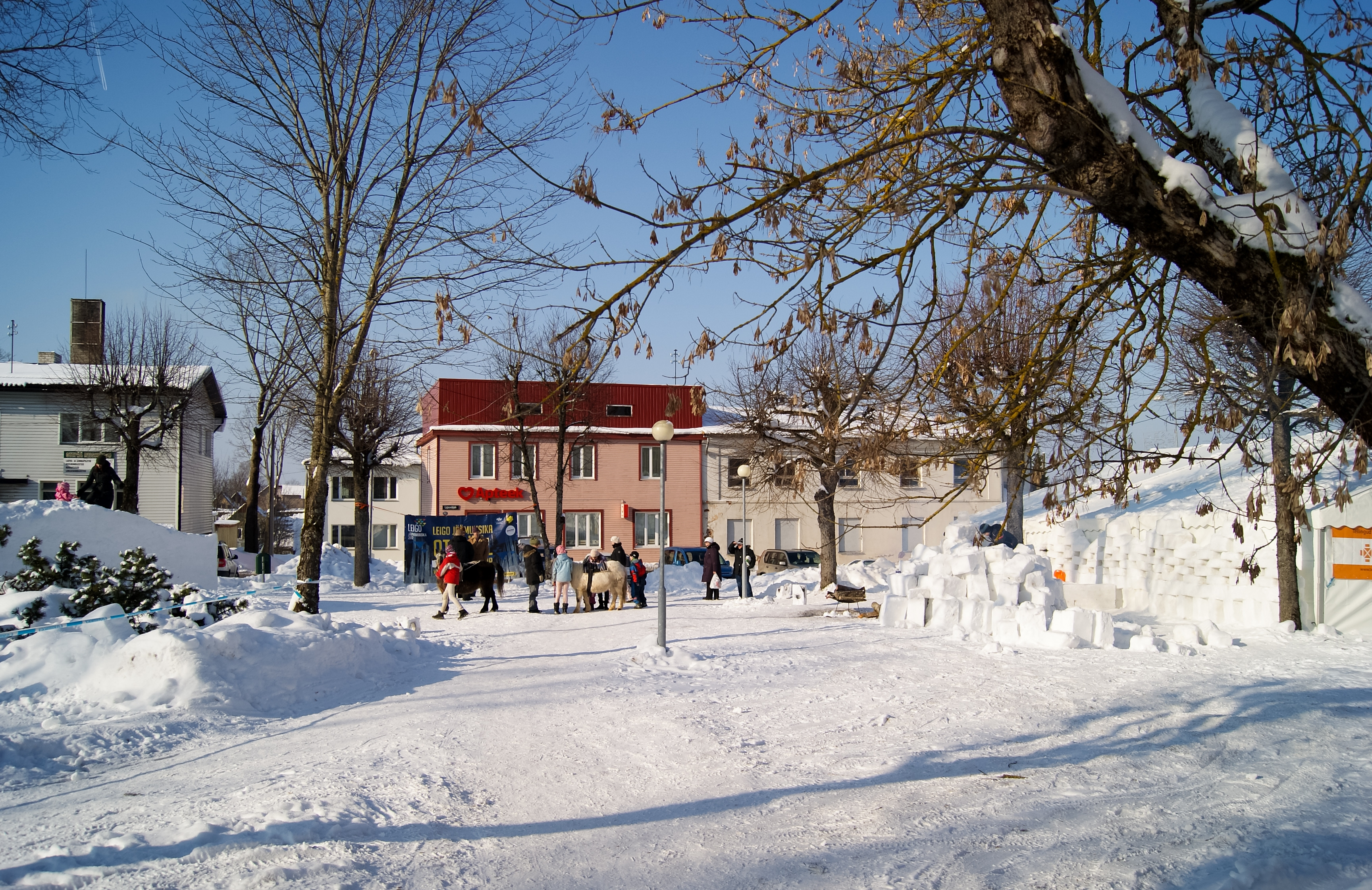
Центр города зимой
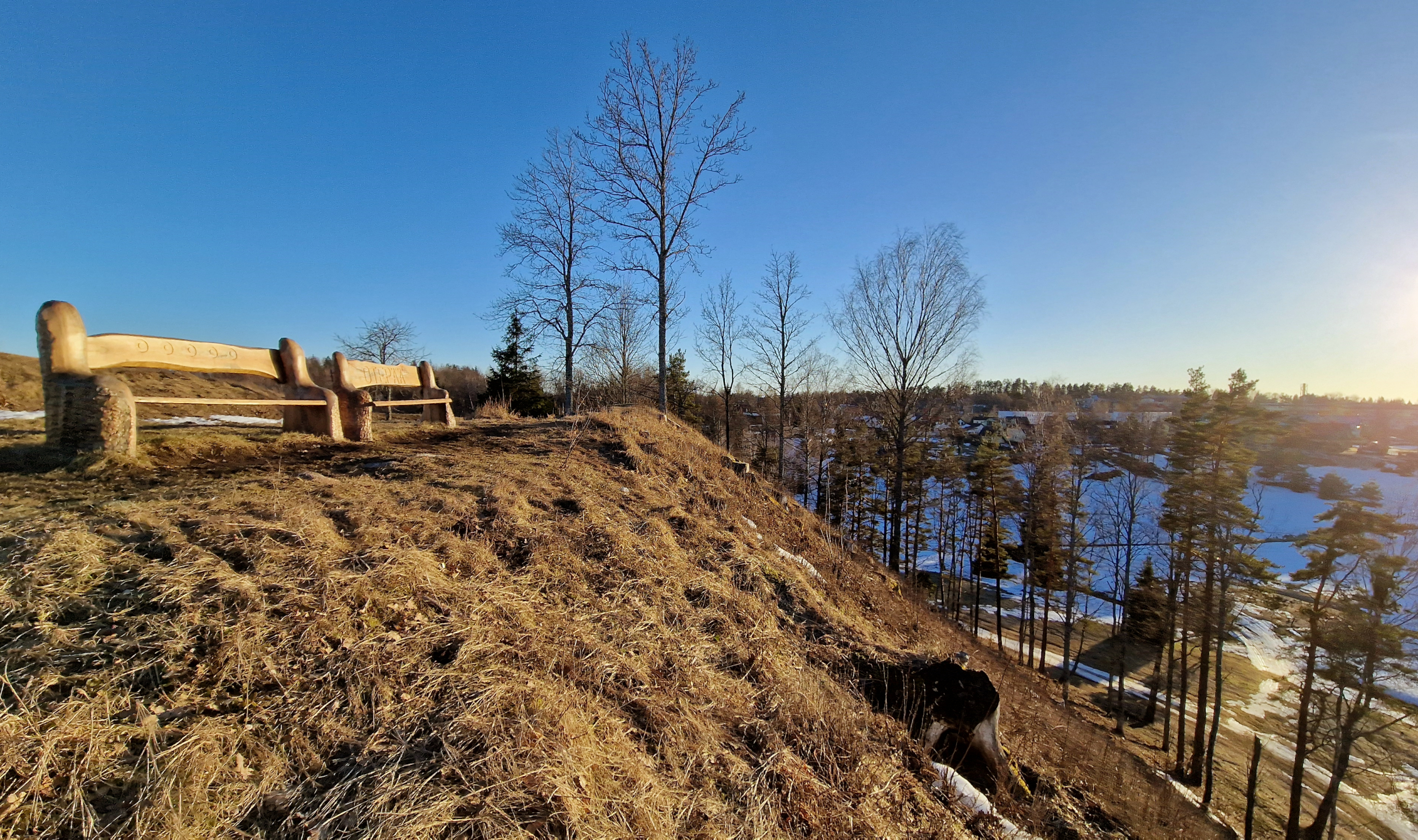
Гора Линнамяги